# Kolbsheim
Kolbsheim [kɔlps(h)ajm] est une commune française située dans la circonscription administrative du Bas-Rhin et, depuis le 1er janvier 2021, dans le territoire de la Collectivité européenne d'Alsace, en région Grand Est.
Cette commune se trouve dans la région historique et culturelle d'Alsace.
Du 1er juin 1974 au 1er janvier 1983, la commune a été fusionnée avec Duppigheim.

## Géographie
Kolbsheim est un village d'Alsace situé près de Strasbourg, à quelques kilomètres des communes de Hangenbieten, de Breuschwickersheim ou encore d'Ernolsheim-Bruche, d'une superficie de 333 ha dont 26 ha de forêt. Il est situé au bord du Kochersberg, sur des terres de lœss propices à l'agriculture et domine la vallée de la Bruche, rivière bordée d'une zone d'alluvions couverte de forêts et de prairies. La pente assez raide située entre ces deux ensembles mène de l'altitude de 152 m à celle de 211 m. le sous-sol de ce terrain en pente est constitué d'une couche de marnes érodées par le creusement effectué par la Bruche. Jusque dans les années 1900, cette partie de Kolbsheim était en grande partie couverte de vignes. Au contact entre les deux couches géologiques se trouvait la nappe d'eau permettant d'alimenter les hommes et les bêtes grâce à des puits, dont plusieurs sont encore en place dans la commune.

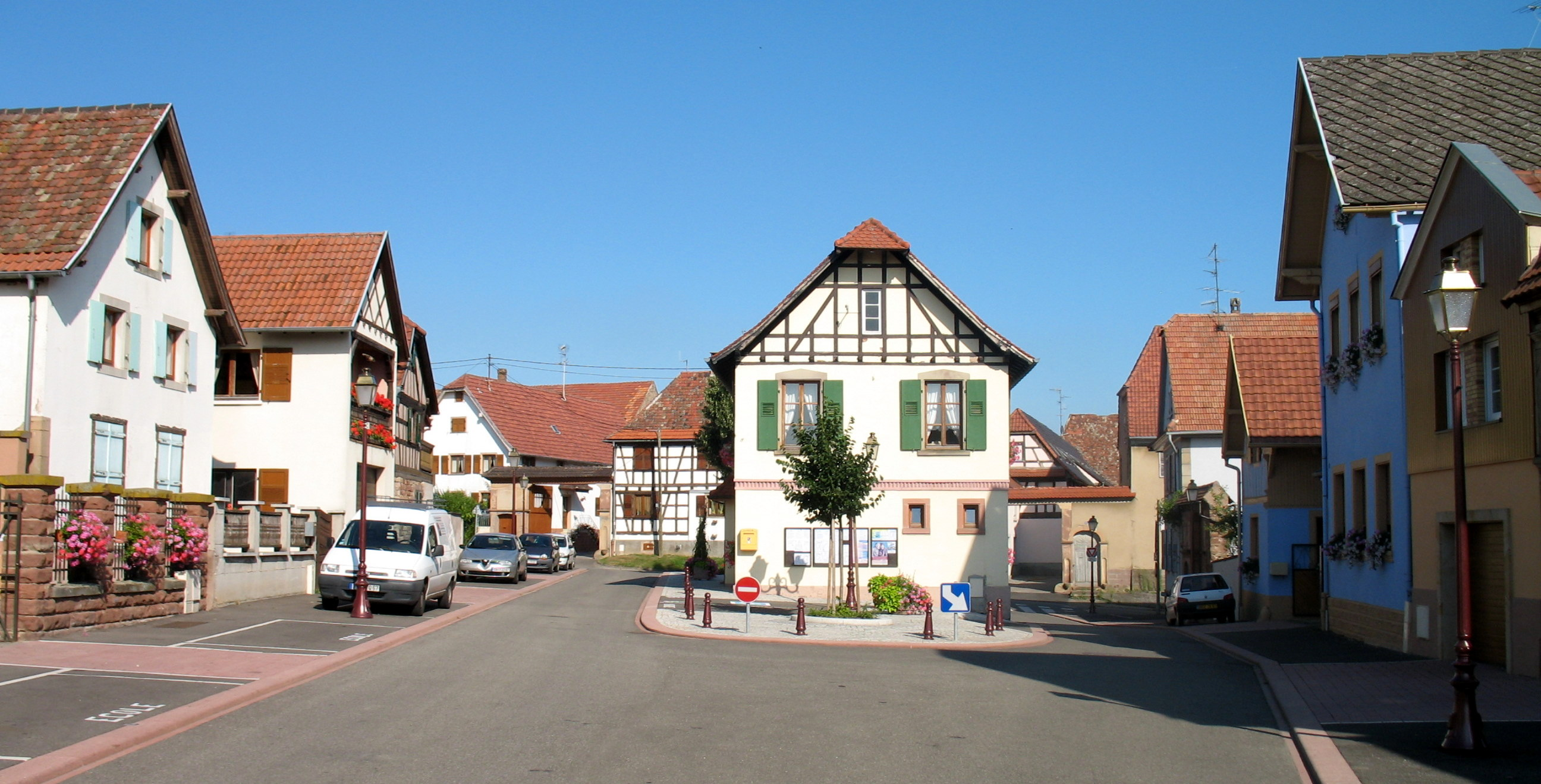
Le centre de Kolbsheim.
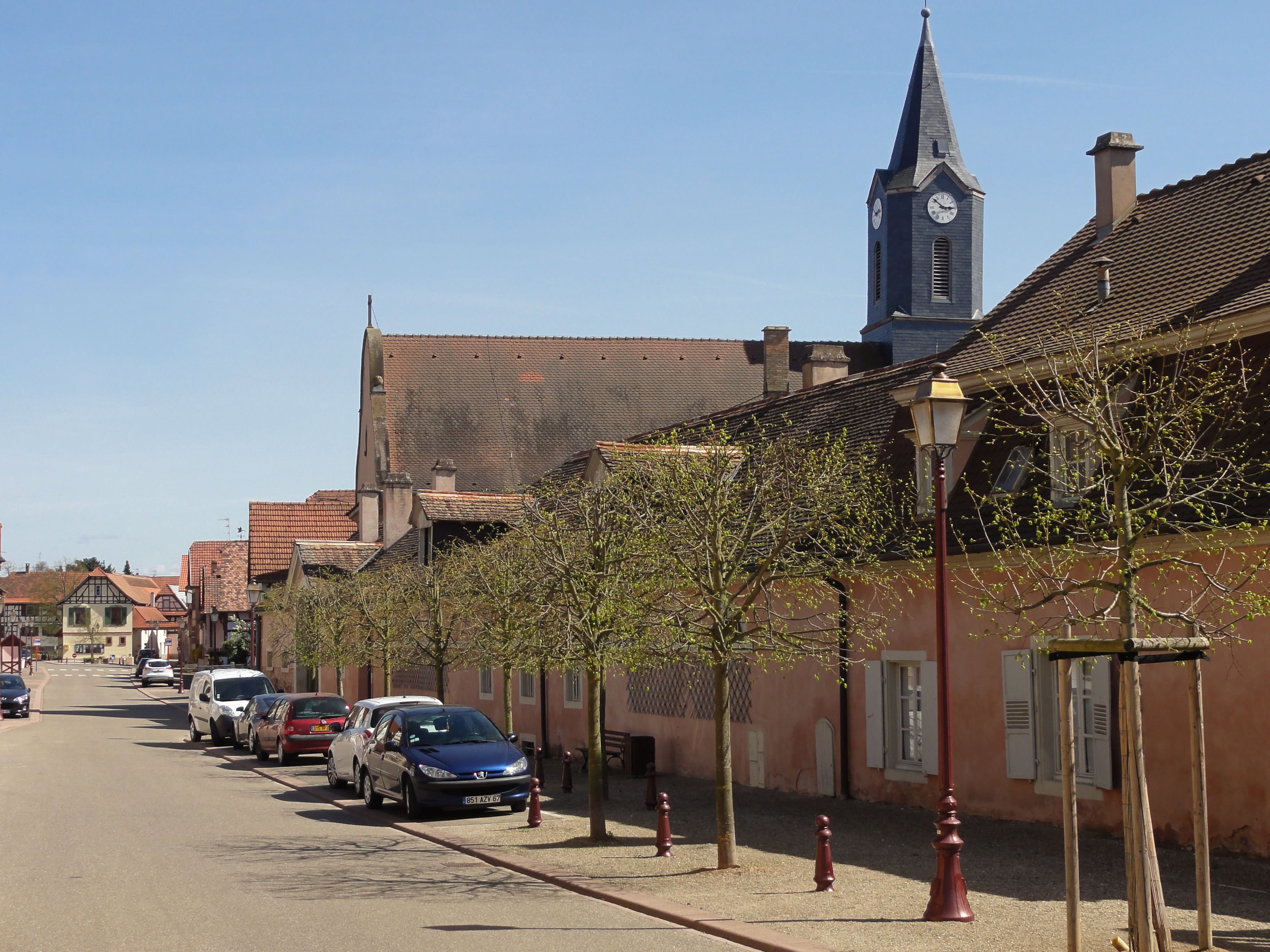
Rue de la Division-Leclerc.
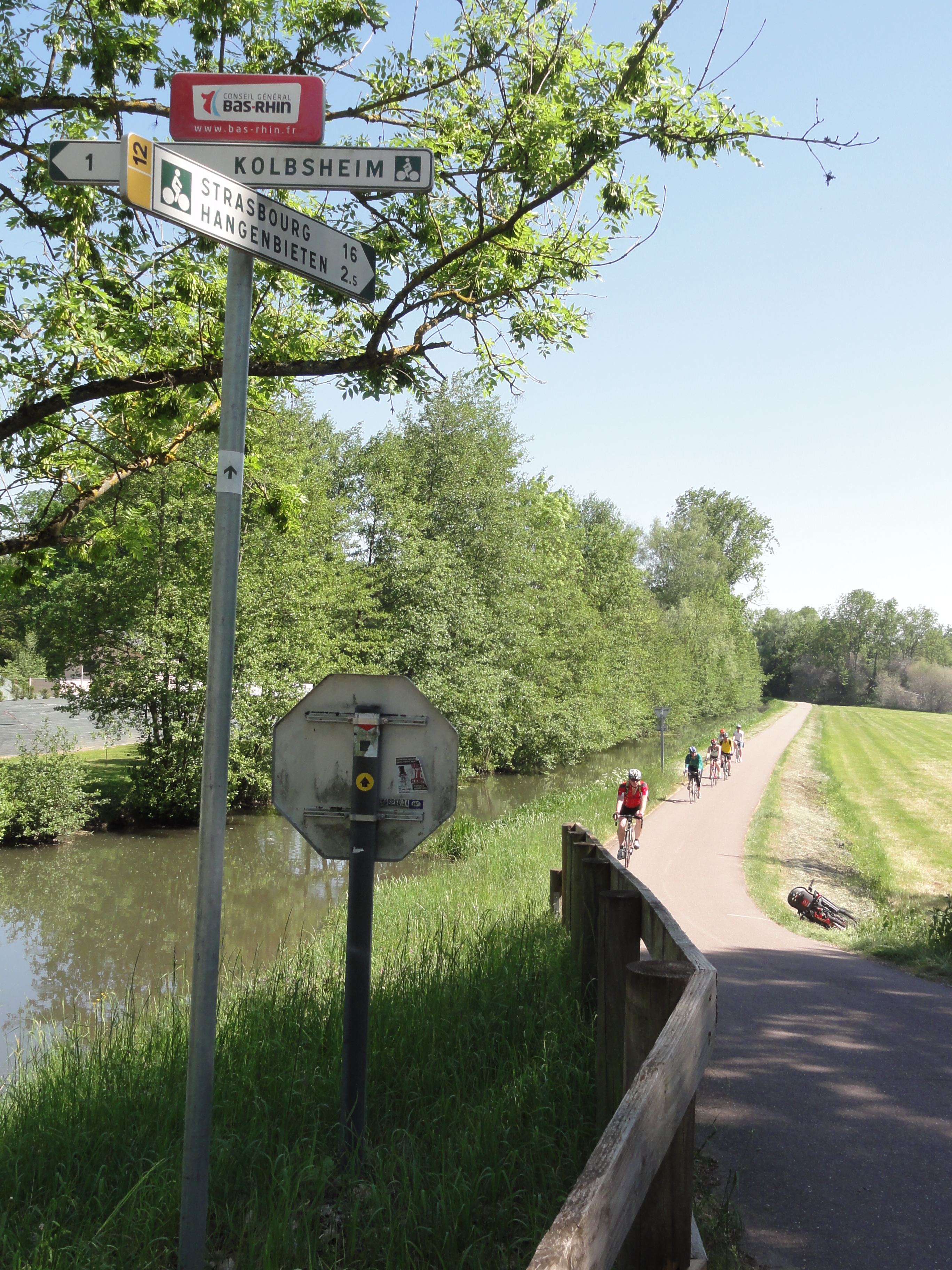
Véloroute du canal de la Bruche.

|                   | Breuschwickersheim |              |
| Ernolsheim-Bruche | Kolbsheim          | Hangenbieten |
|                   | Duppigheim         |              |

### Hydrographie

#### Réseau hydrographique
La commune est dans le bassin versant du Rhin au sein du bassin Rhin-Meuse. Elle est drainée par la Bruche et le canal de la Bruche,.
La Bruche, d'une longueur de 77 km, prend sa source dans la commune de Urbeis et se jette  dans l'Ill à Strasbourg, après avoir traversé 37 communes. 
Le canal de la Bruche, d'une longueur de 19 km, reliait initialement Soultz-les-Bains, près de Molsheim à Strasbourg où il rejoint l'Ill, dans le quartier de la Montagne Verte. 

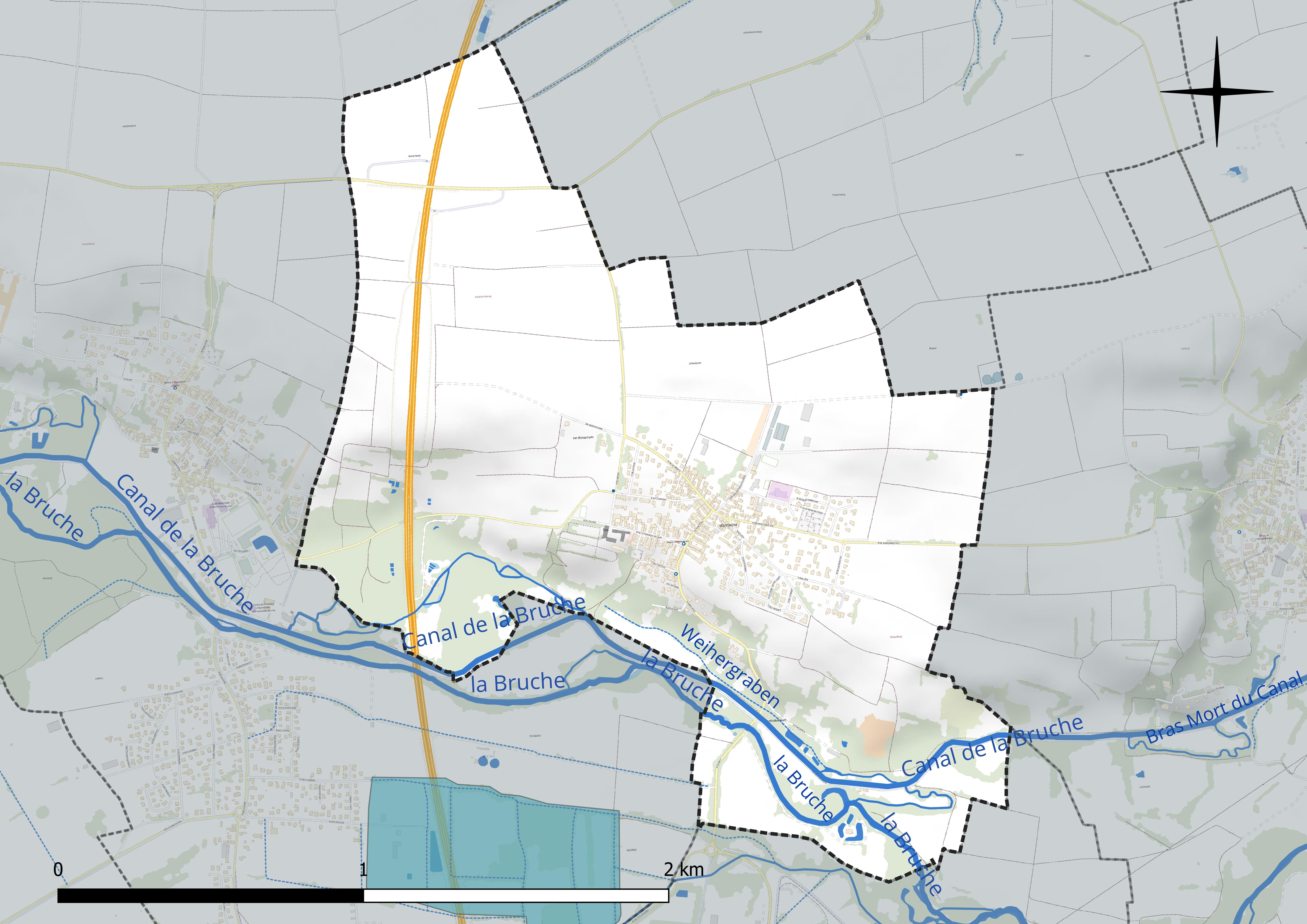
Réseau hydrographique de Kolbsheim.

#### Gestion et qualité des eaux
Le territoire communal est couvert par le schéma d'aménagement et de gestion des eaux (SAGE) « Ill Nappe Rhin ». Ce document de planification concerne la nappe phréatique rhénane, les cours d'eau de la plaine d'Alsace et du piémont oriental du Sundgau, les canaux situés entre l'Ill et le Rhin et les zones humides de la plaine d'Alsace. Le périmètre s’étend sur 3 596 km2. Il a été approuvé le 17 janvier 2005. La structure porteuse de l'élaboration et de la mise en œuvre est la région Grand Est. 
La qualité des cours d’eau peut être consultée sur un site dédié géré par les agences de l’eau et l’Agence française pour la biodiversité. 

### Climat
Pour des articles plus généraux, voir Climat du Grand Est et Climat du Bas-Rhin.
En 2010, le climat de la commune est de type climat des marges montargnardes, selon une étude du Centre national de la recherche scientifique s'appuyant sur une série de données couvrant la période 1971-2000. En 2020, Météo-France publie une typologie des climats de la France métropolitaine dans laquelle la commune est exposée à un climat semi-continental et est dans une zone de transition entre les régions climatiques « Vosges » et « Alsace ». 
Pour la période 1971-2000, la température annuelle moyenne est de 10,4 °C, avec une amplitude thermique annuelle de 17,8 °C. Le cumul annuel moyen de précipitations est de 758 mm, avec 9,7 jours de précipitations en janvier et 10,5 jours en juillet. Pour la période 1991-2020, la température moyenne annuelle observée sur la station météorologique de Météo-France la plus proche, « Strasbourg-Entzheim », sur la commune d'Entzheim à 5 km à vol d'oiseau, est de 11,4 °C et le cumul annuel moyen de précipitations est de 635,7 mm. 
La température maximale relevée sur cette station est de 38,9 °C, atteinte le 25 juillet 2019 ; la température minimale est de −23,6 °C, atteinte le 23 janvier 1942,,. 
Les paramètres climatiques de la commune ont été estimés pour le milieu du siècle (2041-2070) selon différents scénarios d'émission de gaz à effet de serre à partir des nouvelles projections climatiques de référence DRIAS-2020. Ils sont consultables sur un site dédié publié par Météo-France en novembre 2022.

## Urbanisme

### Typologie
Au 1er janvier 2024, Kolbsheim est catégorisée ceinture urbaine, selon la nouvelle grille communale de densité à sept niveaux définie par l'Insee en 2022.
Elle est située hors unité urbaine. Par ailleurs la commune fait partie de l'aire d'attraction de Strasbourg (partie française), dont elle est une commune de la couronne,. Cette aire, qui regroupe 268 communes, est catégorisée dans les aires de 700 000 habitants ou plus (hors Paris),.

### Occupation des sols
L'occupation des sols de la commune, telle qu'elle ressort de la base de données européenne d’occupation biophysique des sols Corine Land Cover (CLC), est marquée par l'importance des territoires agricoles (82,6 % en 2018), en diminution par rapport à 1990 (91,6 %). La répartition détaillée en 2018 est la suivante : 
terres arables (58,2 %), zones agricoles hétérogènes (21,8 %), zones urbanisées (9 %), forêts (8,4 %), prairies (2,6 %). L'évolution de l’occupation des sols de la commune et de ses infrastructures peut être observée sur les différentes représentations cartographiques du territoire : la carte de Cassini (XVIIIe siècle), la carte d'état-major (1820-1866) et les cartes ou photos aériennes de l'IGN pour la période actuelle (1950 à aujourd'hui).

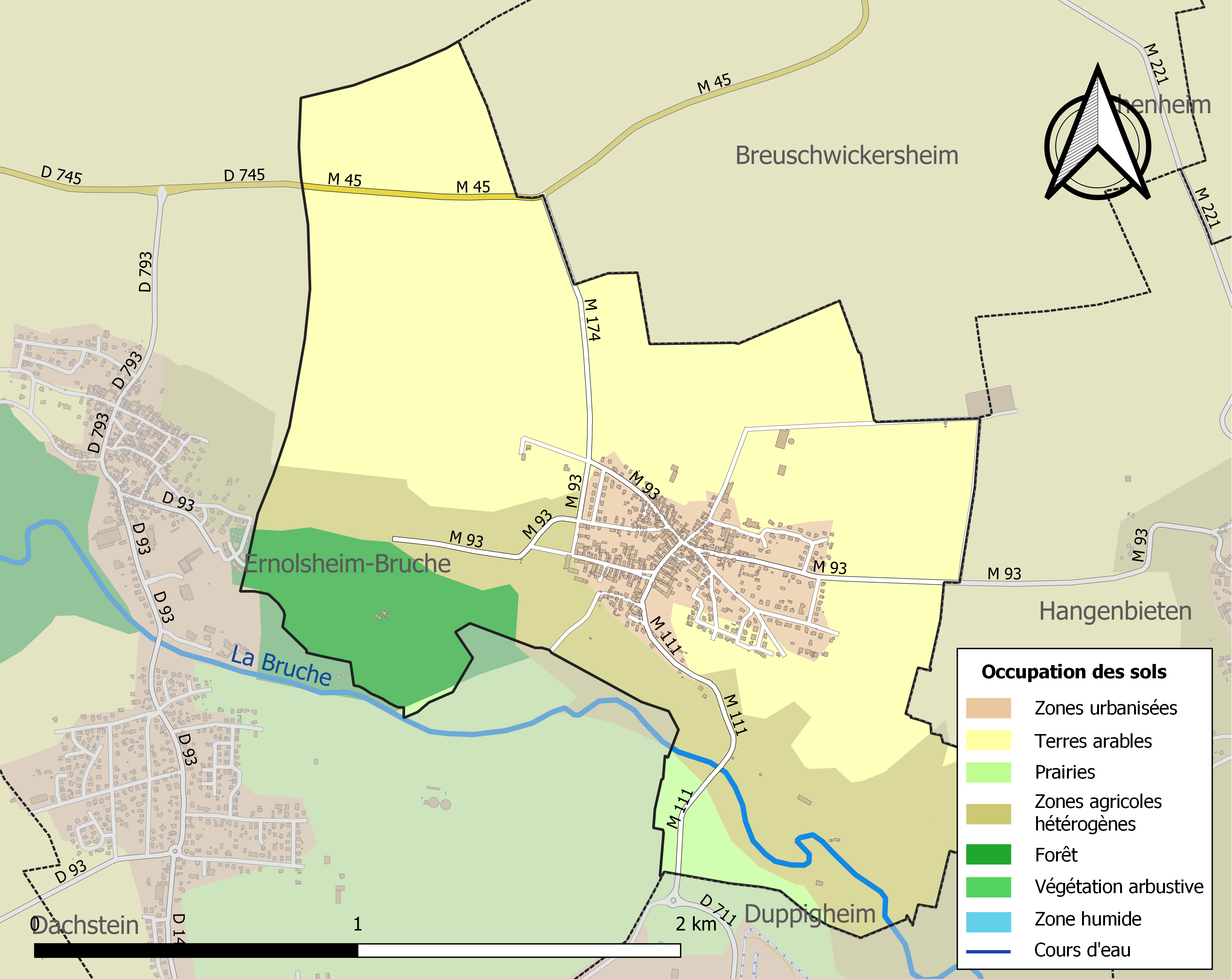
Carte des infrastructures et de l'occupation des sols de la commune en 2018 (CLC).

## Histoire
Les travaux d'archéologie préventive liés à la création du Grand Contournement de Strasbourg ont mis au jour sur le territoire une série de vestiges, présentés au public lors de l'exposition Un passé incontournable en 2025-2026.

Découvertes archéologiques
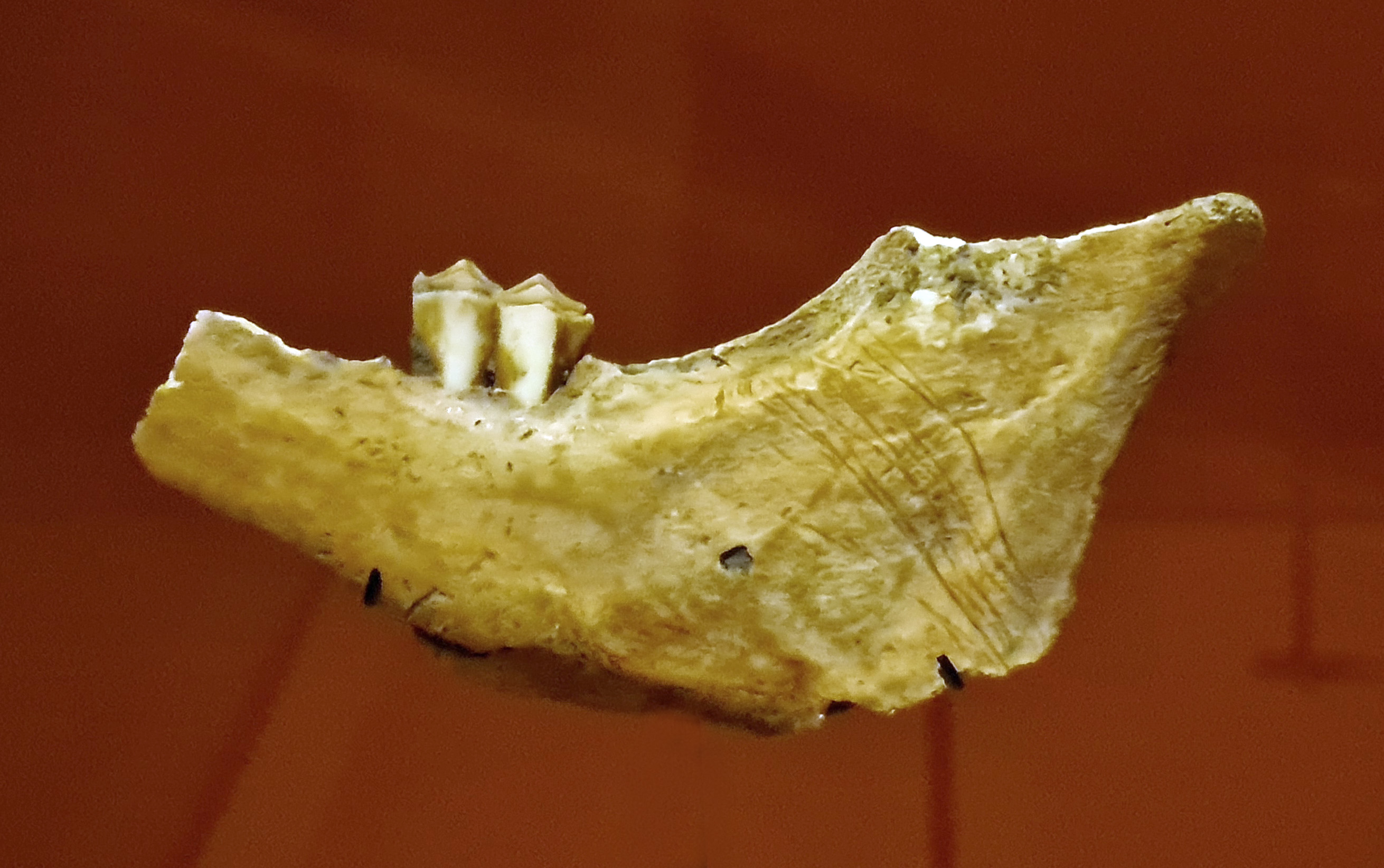
Mandibule de chèvre (Néolithique récent).
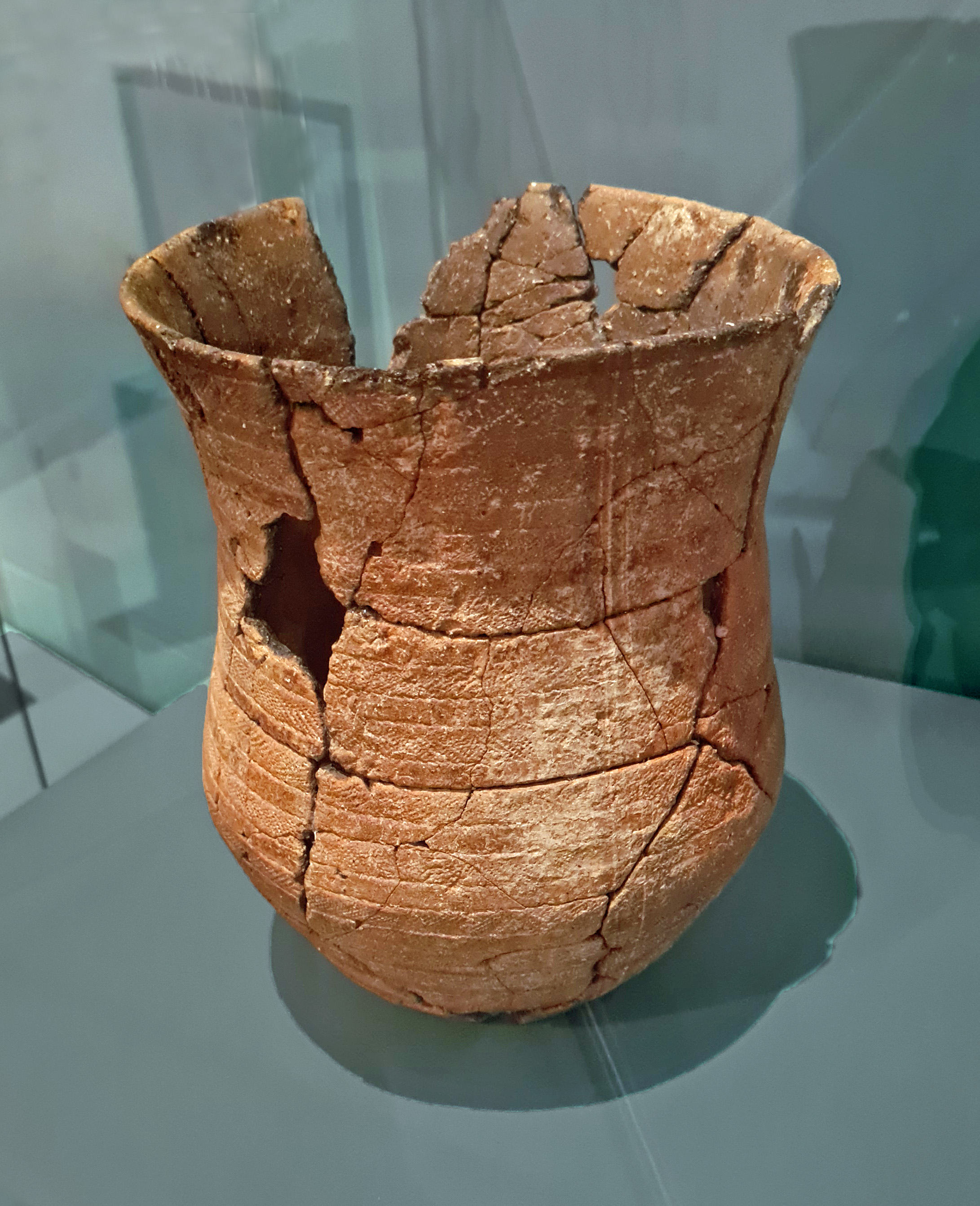
Gobelet campaniforme (Néolithique final).
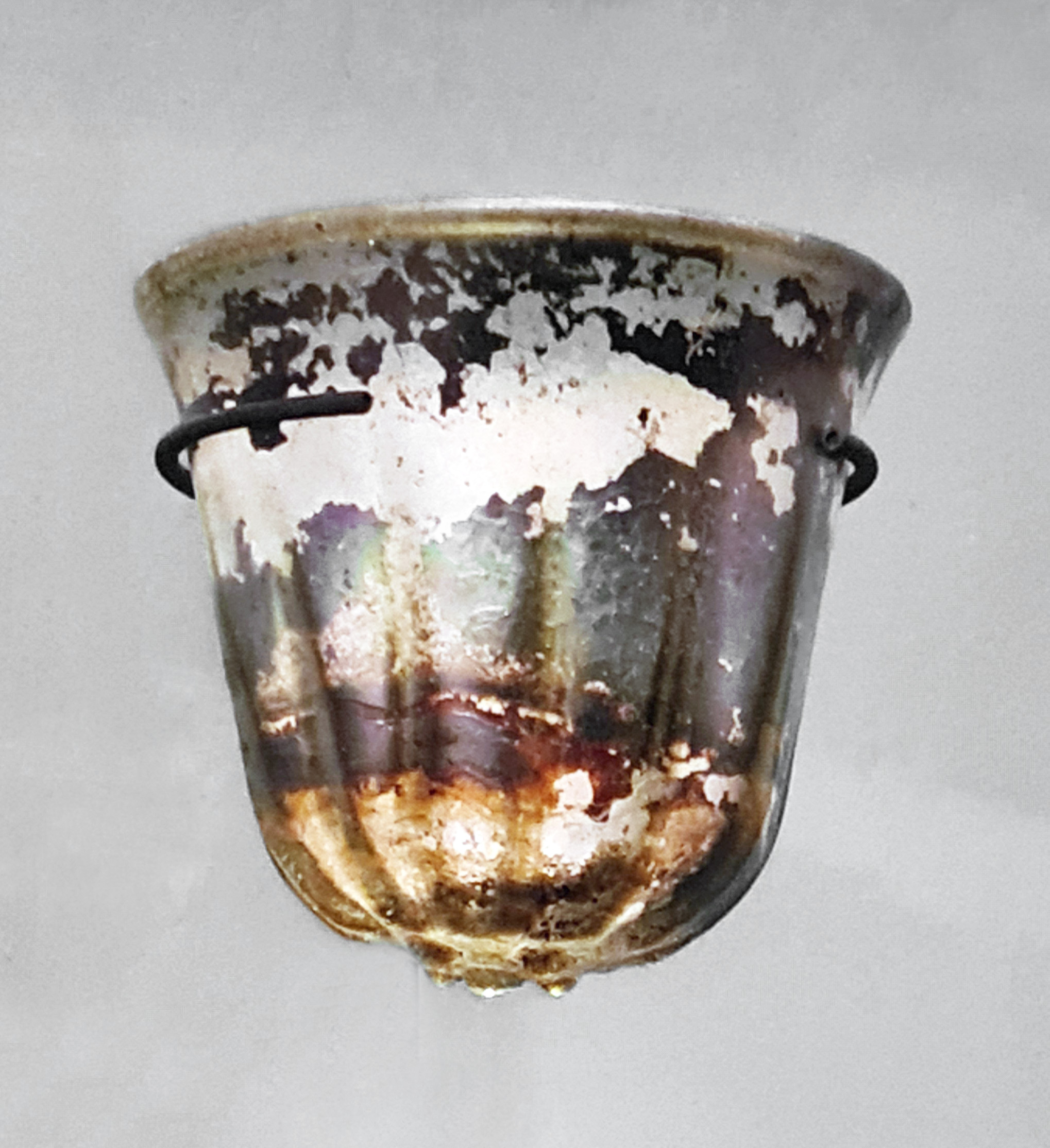
Gobelet en verre évasé (haut Moyen Âge).
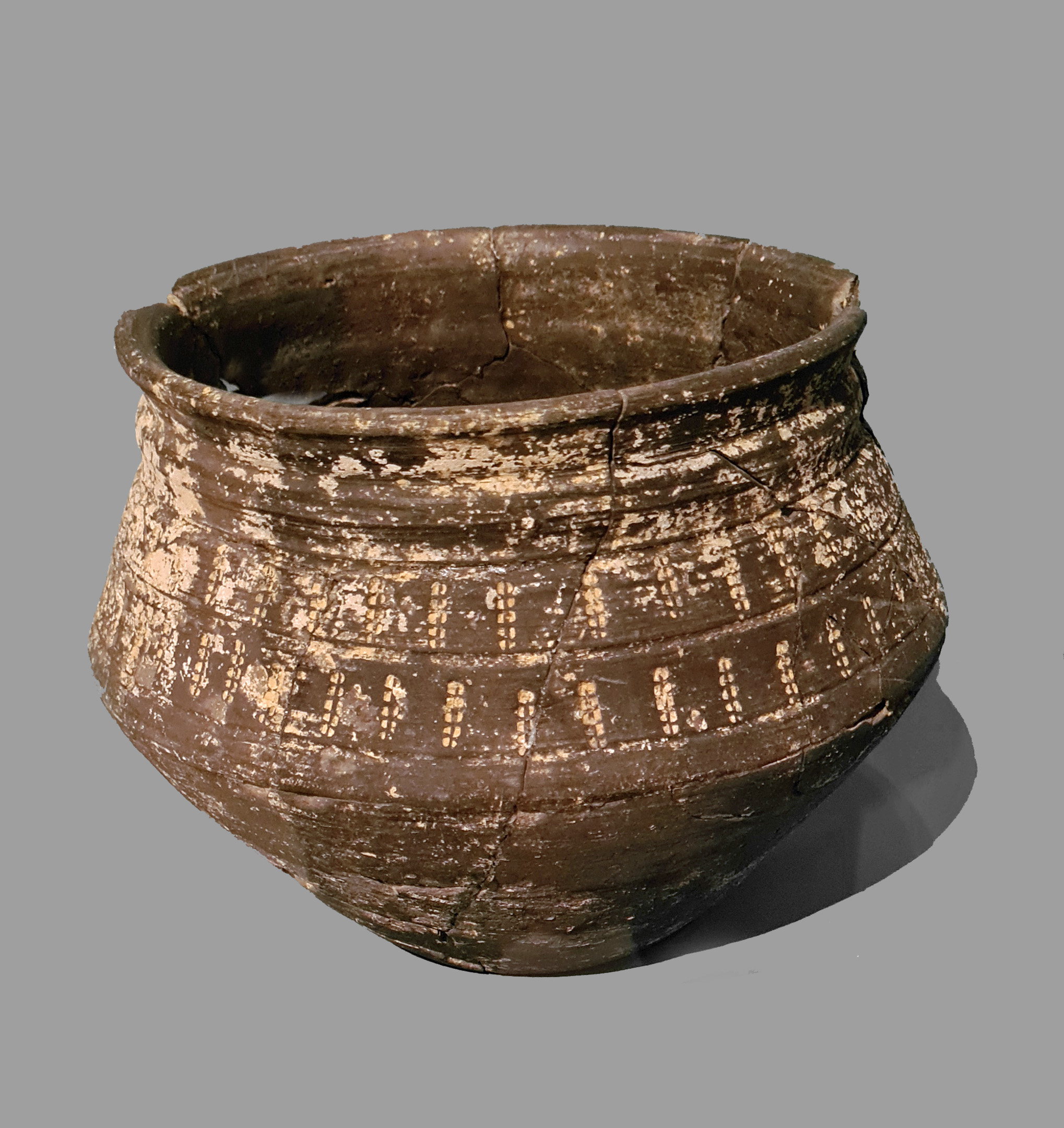
Pot biconique à large ouverture (haut Moyen Âge).
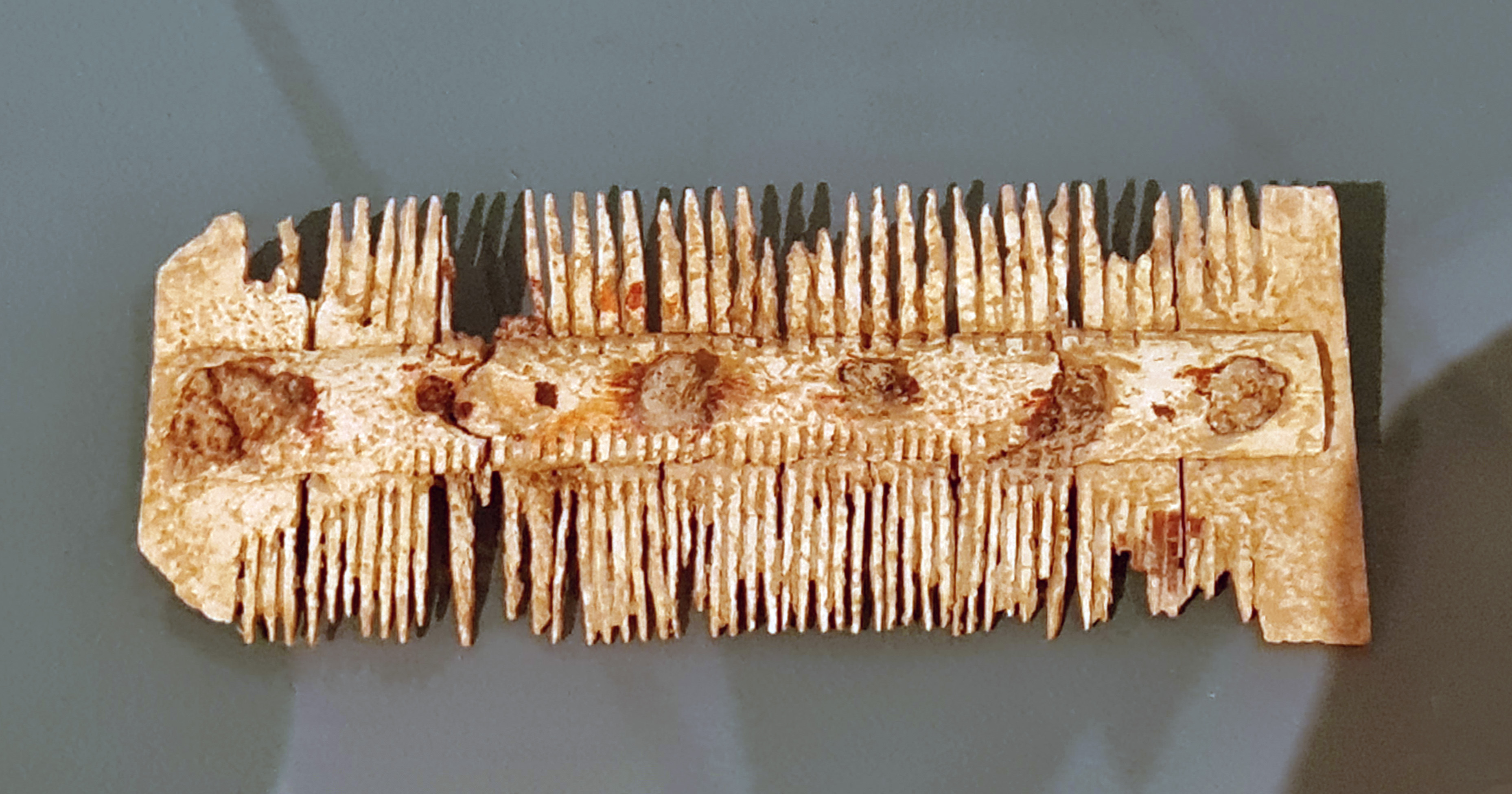
Peigne en os à double dentelure (haut Moyen Âge).

La découverte de tombes mérovingiennes atteste l'occupation du site dès le VIe siècle. Le village de Colobocisheim est mentionné en 737 comme étant une possession de l'abbaye de Murbach. Au Moyen Âge sont édifiés deux châteaux, Altenau, près de la Bruche, et Oberschloss dans la partie haute du village, et chacun d'eux connaît un grand nombre de propriétaires successifs. Le château d'Altenau est détruit en 1419, le château du haut est acheté à la famille de Mullenheim. Le village lui-même est détruit plusieurs fois, en particulier en 1622, durant la guerre de Trente Ans.
L'introduction de la Réforme à Kolbsheim se fait en 1567 et le village devient entièrement protestant, à l'exception de la communauté juive, qui y est présente depuis le XVIe siècle. Avec l'installation de quelques familles catholiques lors de la construction du canal de la Bruche, l'église protestante devient simultanée en 1691. En 1865, sur les 585 habitants de Kolbsheim, 61,20 % sont protestants, 17,60 % catholiques et 21,20 % juifs.

### Autoroute A355
La construction dans les années 2010 de l'autoroute A355, également connue sous le nom de Grand contournement ouest (GCO) de Strasbourg, sur le territoire de Kolbsheim a occasionné de vives protestations de certains riverains et la création d'une zone à défendre sur place. À la suite de l'évacuation de cette dernière par les forces de l'ordre, le 12 septembre 2018, le maire Dany Karcher a brûlé son écharpe en signe de protestation.

### Héraldique
| Blason de Kolbsheim | Blason  | D'or aux trois lionceaux de sable, lampassés de gueules. |
| Blason de Kolbsheim | Détails |                                                          |

## Transports
Kolbsheim est desservi par la ligne 209 de Fluo Grand Est, Flex'hop et la ligne 44 de la Compagnie des transports strasbourgeois:
| Arrêt                 | correspondance          | notes                   |  |
| --------------------- | ----------------------- | ----------------------- |  |
| Route de Hangenbieten | ligne 209, 44, Flex'hop |                         |  |
| Kolbsheim Mairie      | ligne 209, 44, Flex'hop | Terminus de la ligne 44 |  |

## Politique et administration
| Période                                  | Période  | Identité                      | Étiquette   | Qualité |
| ---------------------------------------- | -------- | ----------------------------- | ----------- | ------- |
| avant 1988                               | ?        | Gérard Richter                |             |         |
| mars 2001                                | mai 2020 | Dany Karcher                  | proche EELV |         |
| mai 2020                                 | En cours | Anne-Catherine Munch-Kessouri |             |         |
| Les données manquantes sont à compléter. |          |                               |             |         |

## Démographie
L'évolution du nombre d'habitants est connue à travers les recensements de la population effectués dans la commune depuis 1793. Pour les communes de moins de 10 000 habitants, une enquête de recensement portant sur toute la population est réalisée tous les cinq ans, les populations de référence des années intermédiaires étant quant à elles estimées par interpolation ou extrapolation. Pour la commune, le premier recensement exhaustif entrant dans le cadre du nouveau dispositif a été réalisé en 2005.

En 2022, la commune comptait 997 habitants, en évolution de +6,06 % par rapport à 2016 (Bas-Rhin : +3,17 %, France hors Mayotte : +2,11 %).
| 1793 | 1800 | 1806 | 1821 | 1831 | 1836 | 1841 | 1846 | 1851 |
| ---- | ---- | ---- | ---- | ---- | ---- | ---- | ---- | ---- |
| 433  | 430  | 455  | 533  | 531  | 548  | 530  | 577  | 613  |

| 1856 | 1861 | 1866 | 1871 | 1875 | 1880 | 1885 | 1890 | 1895 |
| ---- | ---- | ---- | ---- | ---- | ---- | ---- | ---- | ---- |
| 597  | 585  | 580  | 619  | 614  | 590  | 576  | 584  | 585  |

| 1900 | 1905 | 1910 | 1921 | 1926 | 1931 | 1936 | 1946 | 1954 |
| ---- | ---- | ---- | ---- | ---- | ---- | ---- | ---- | ---- |
| 608  | 612  | 557  | 525  | 511  | 474  | 509  | 504  | 507  |

| 1962 | 1968 | 1990 | 1999 | 2005 | 2006 | 2010 | 2015 | 2020 |
| ---- | ---- | ---- | ---- | ---- | ---- | ---- | ---- | ---- |
| 510  | 509  | 668  | 765  | 827  | 830  | 817  | 922  | 986  |

| 2022 | - | - | - | - | - | - | - | - |
| ---- | - | - | - | - | - | - | - | - |
| 997  | - | - | - | - | - | - | - | - |

## Jumelages
- Nohra (Allemagne) depuis le 22 mai 1994.

## Lieux et monuments
A l'extrémité ouest de la commune est implanté un château du début du XVIIIe siècle, inscrit à l'Inventaire supplémentaire des Monuments Historiques. L'élément le plus remarquable en est le parc, qui a obtenu le label "Jardins remarquables" et s'étage sur trois niveaux jusqu'à la rivière. La terrasse du château offre par ailleurs une vue exceptionnelle sur la vallée de la Bruche.
- Château de Kolbsheim.

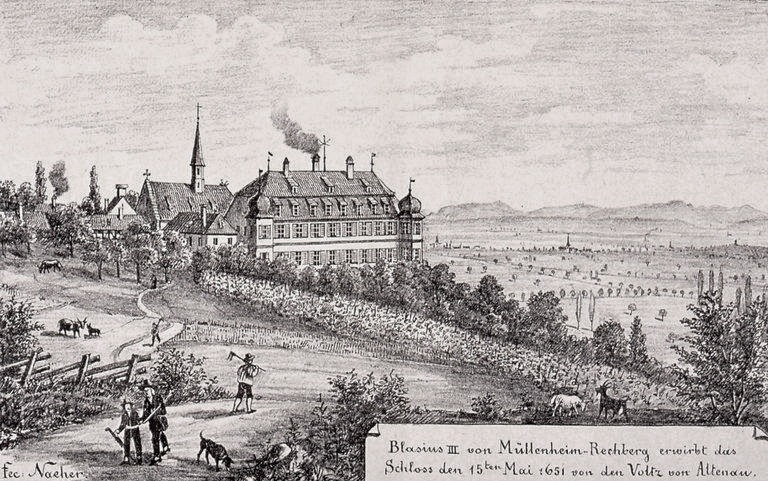
Château de Kolbsheim (Julius Naeher, 1905).
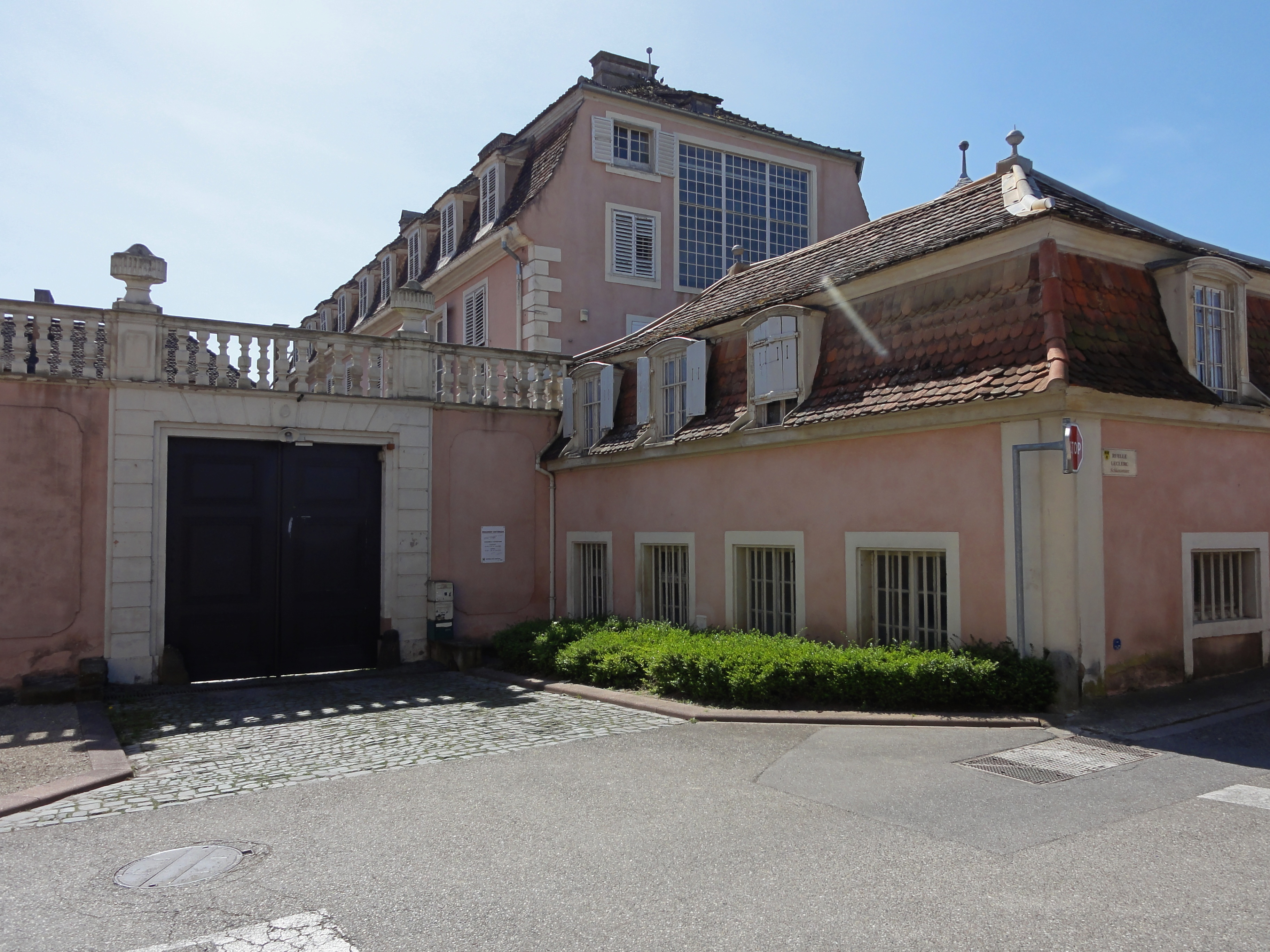
Portail d'accès à la cour.
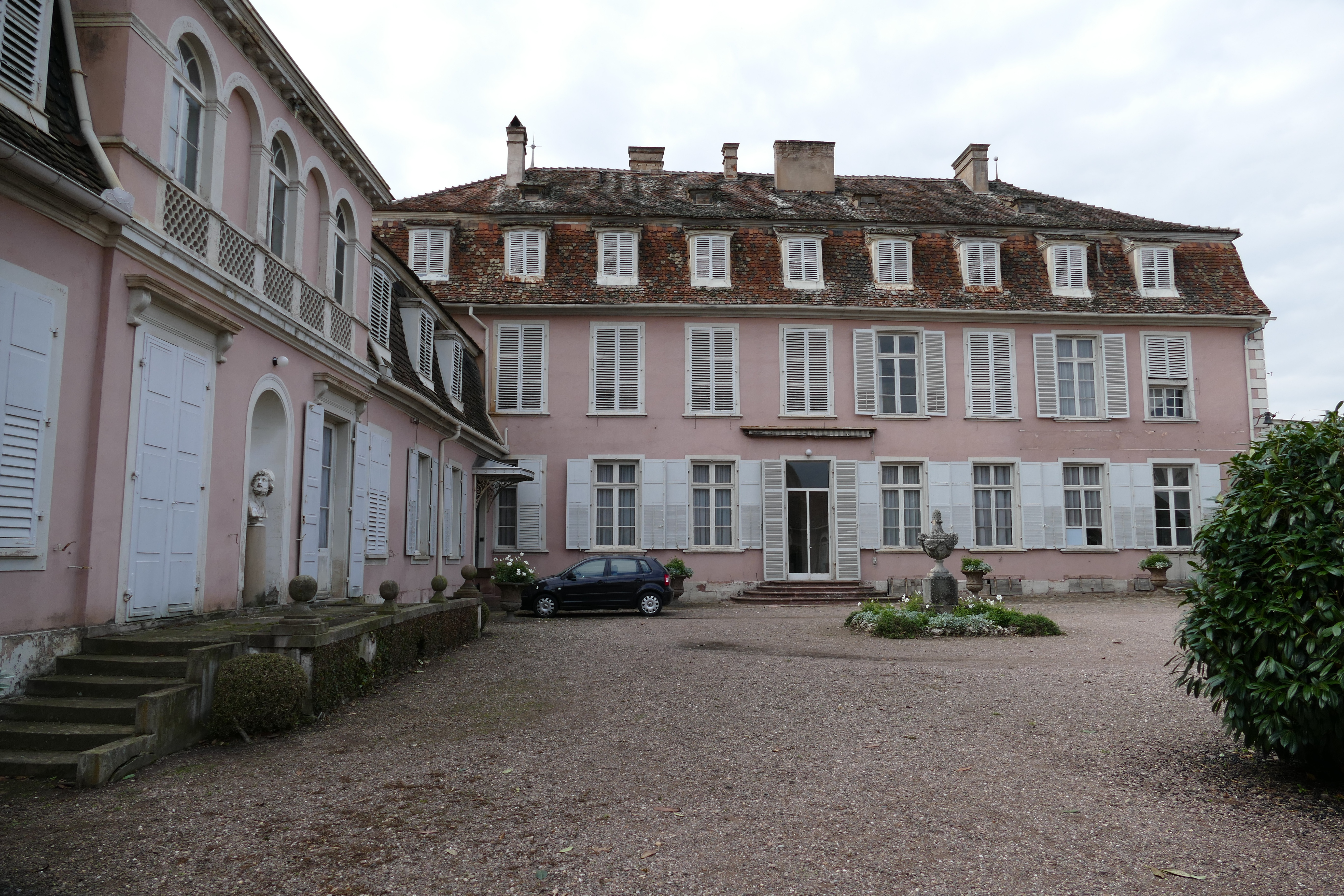
Façade côté cour.
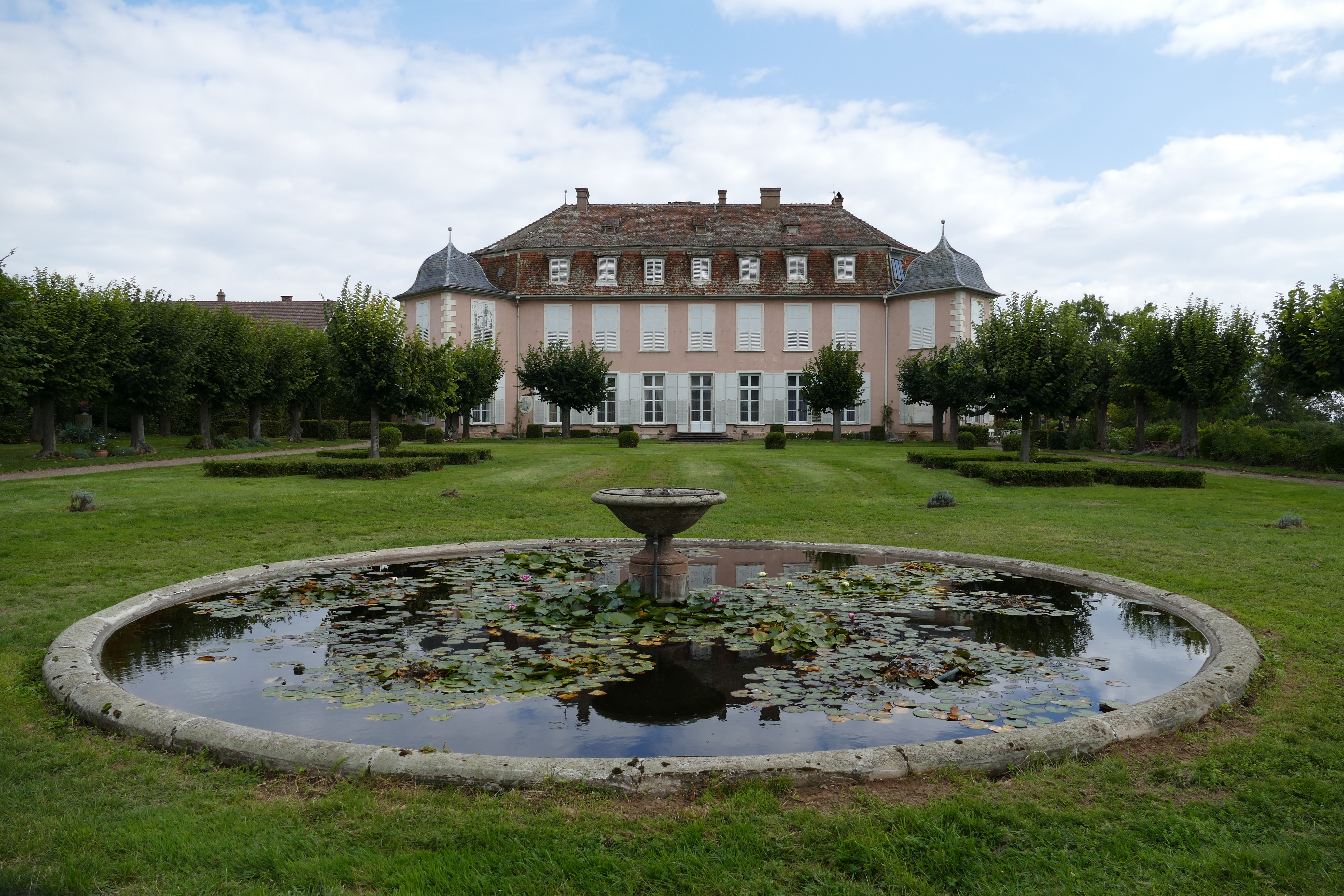
Façade côté jardins.
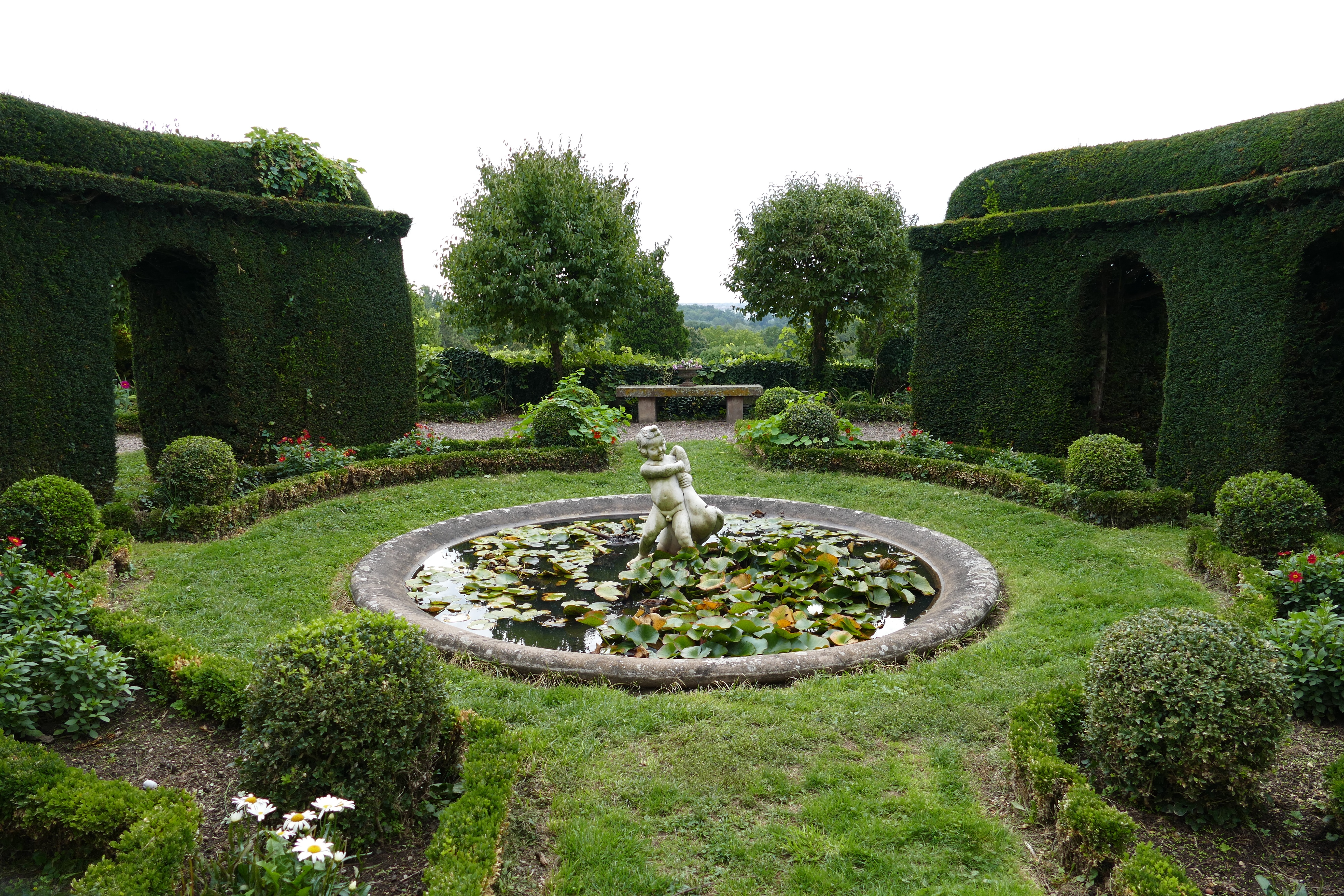
Jardin et fontaine.

- Église Saint-Léger de Kolbsheim : Kolbsheim est l'une des quelque 50 localités d'Alsace dotées d'une église simultanée[28].

Construite en 1767, elle remplace une église plus ancienne située en contrebas, dont le baptistère a été conservé. Elle est enserrée entre des maisons particulières et le jardin du château, par où le seigneur pouvait se rendre à la tribune seigneuriale dominant la nef de l'église.

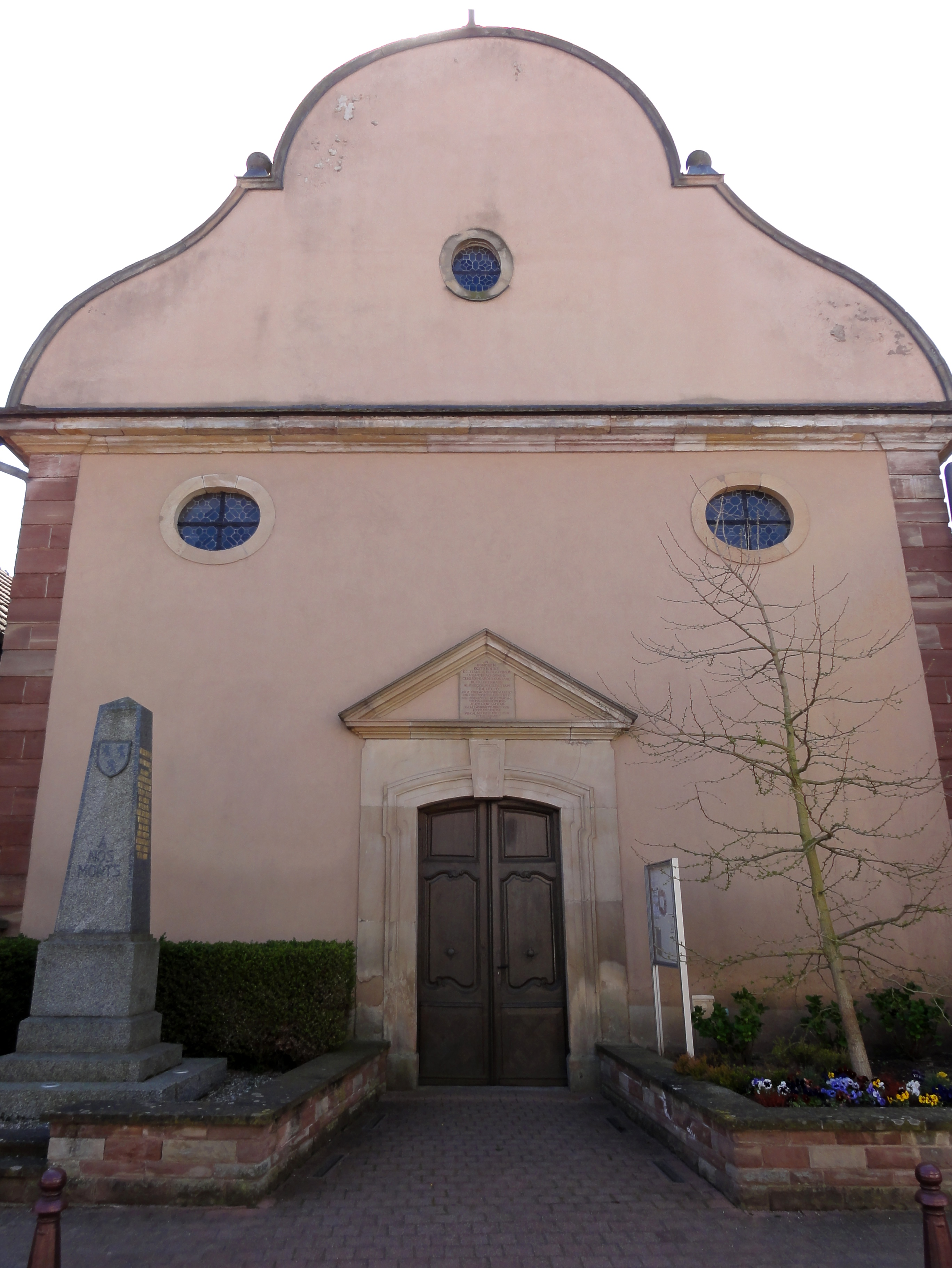
Portail de l'église Saint-Léger.
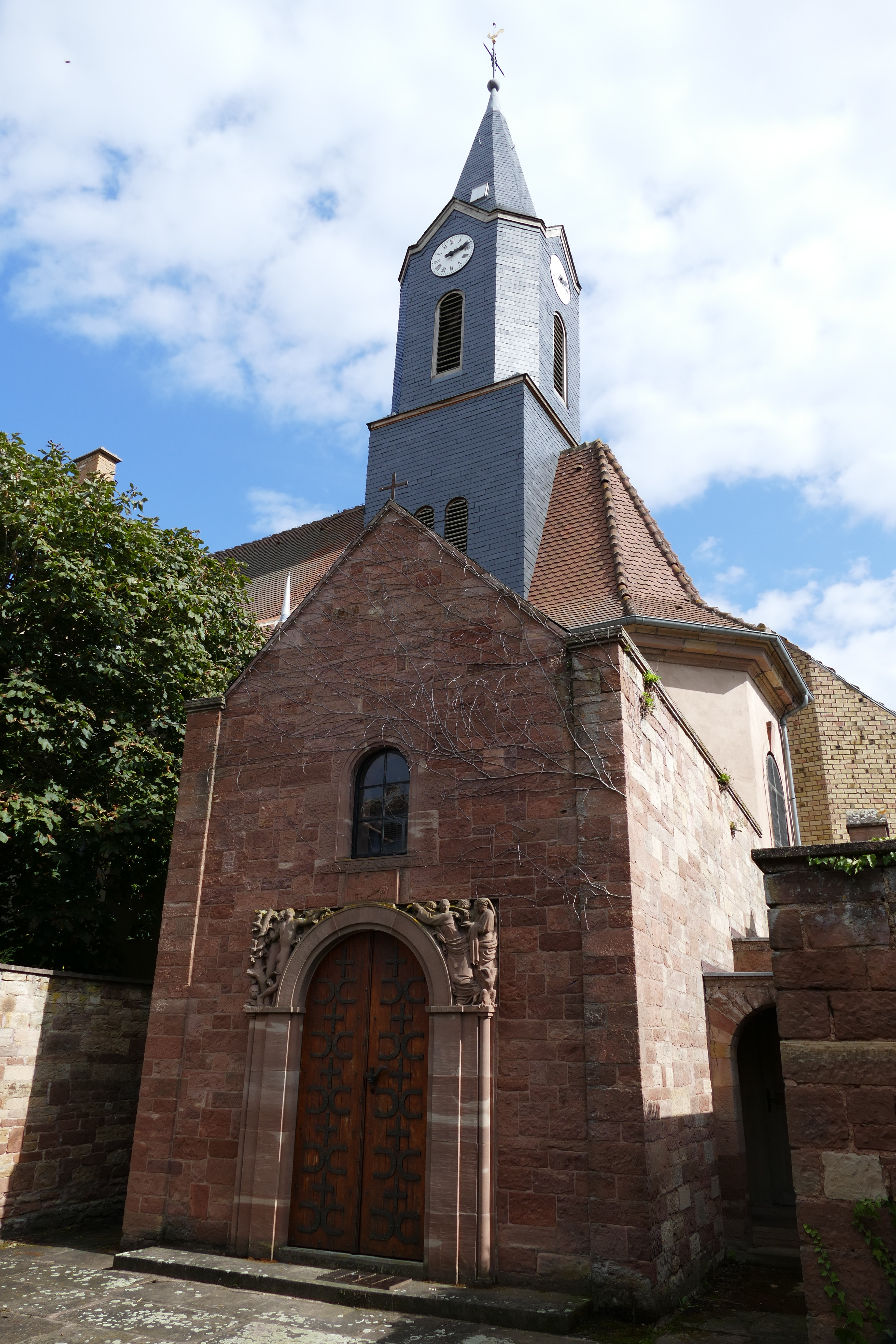
Porte latérale dans la cour du château.
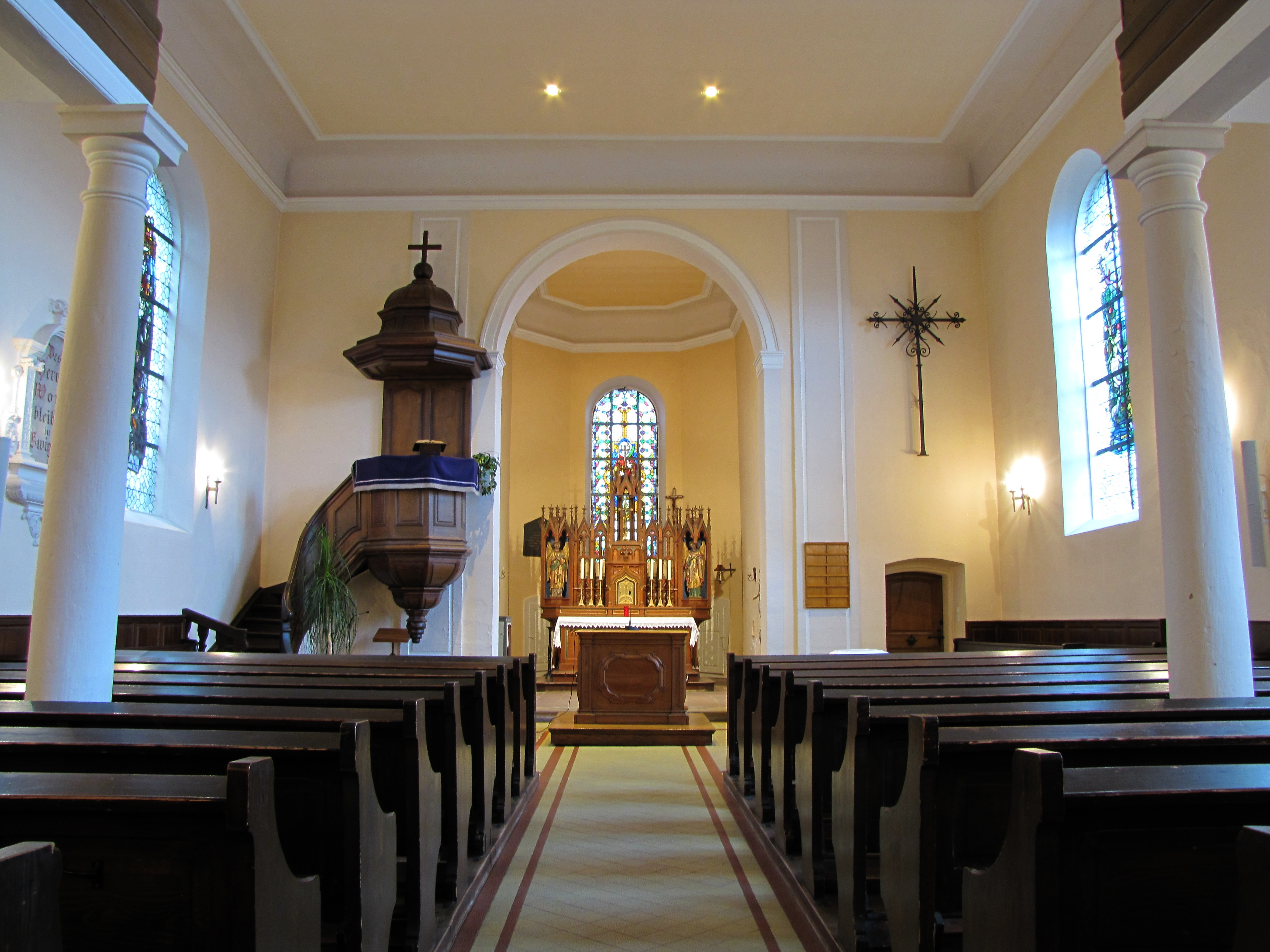
Vue intérieure de la nef vers le chœur.
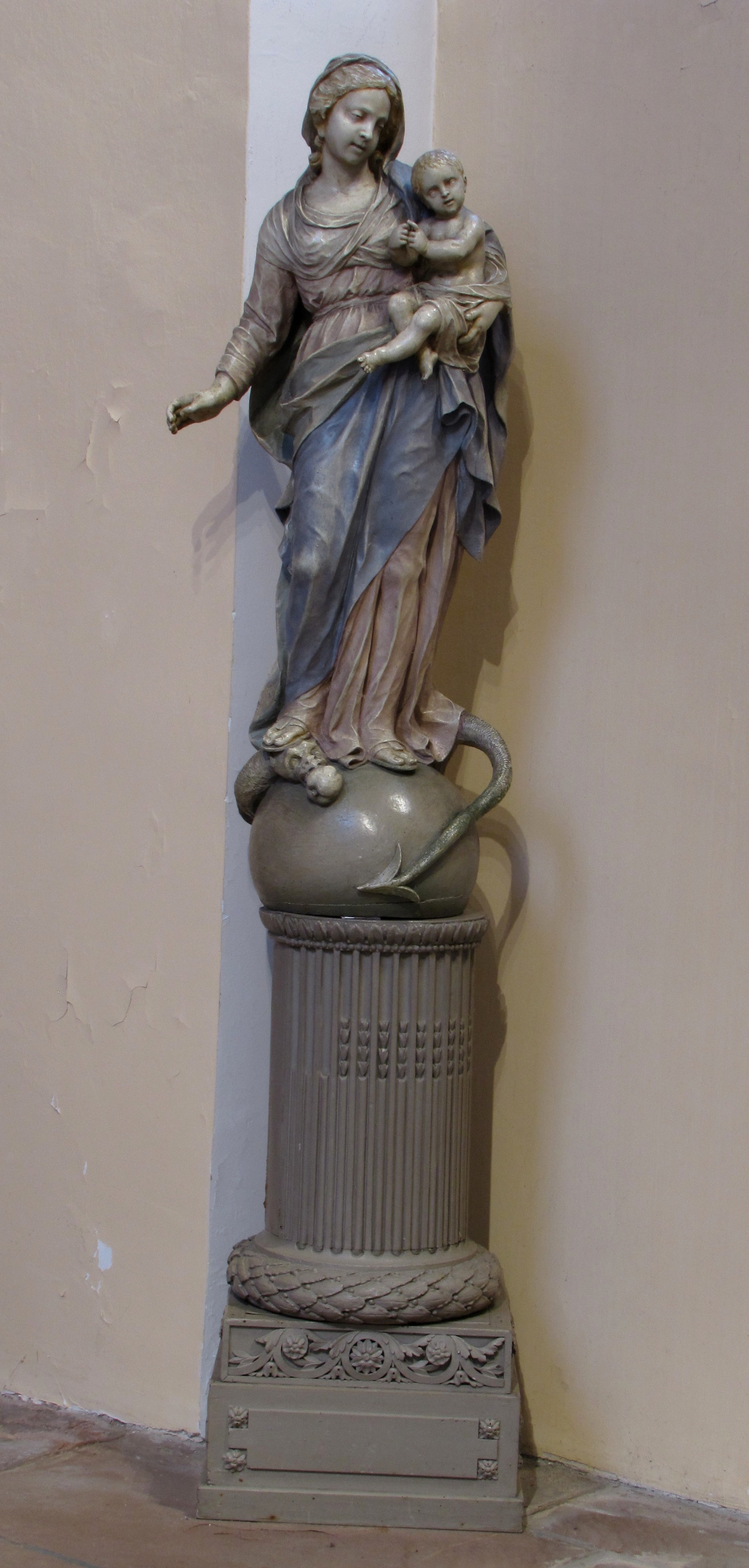
Vierge à l'enfant (XVIIIe).
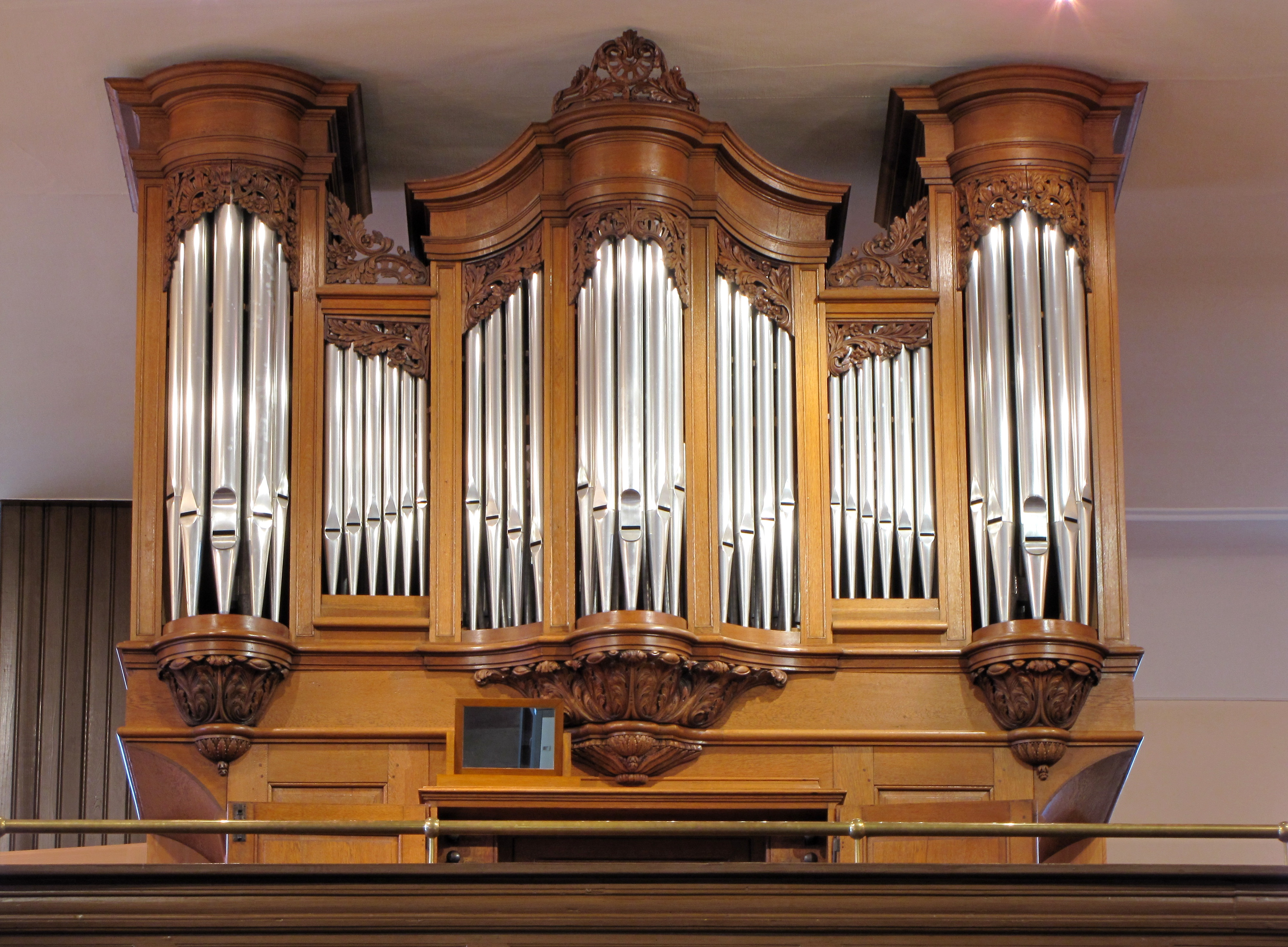
Orgue Sauer-Bois (1792-1998).

- Puits de Kolbsheim

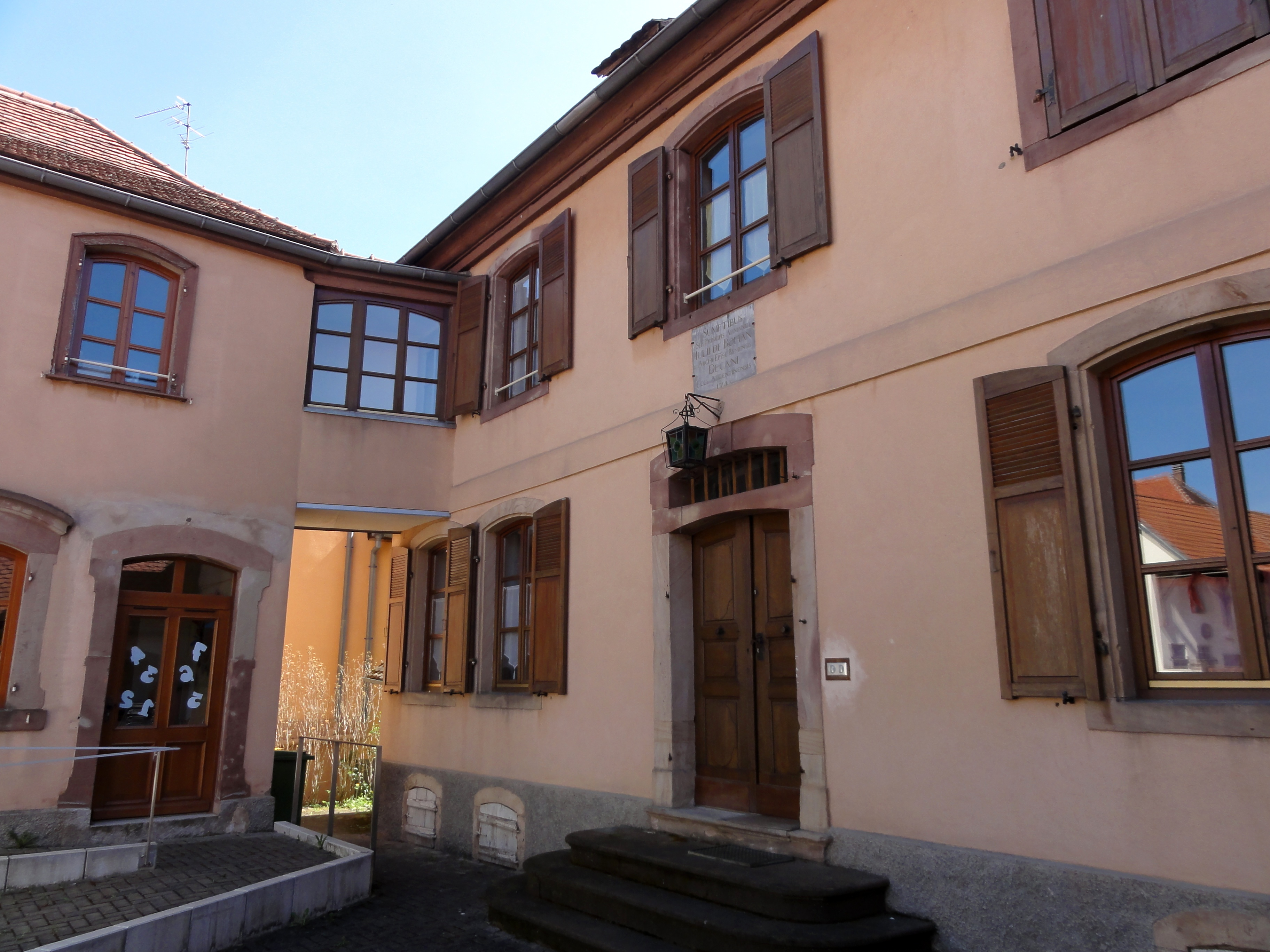
Presbytère protestant (1743).
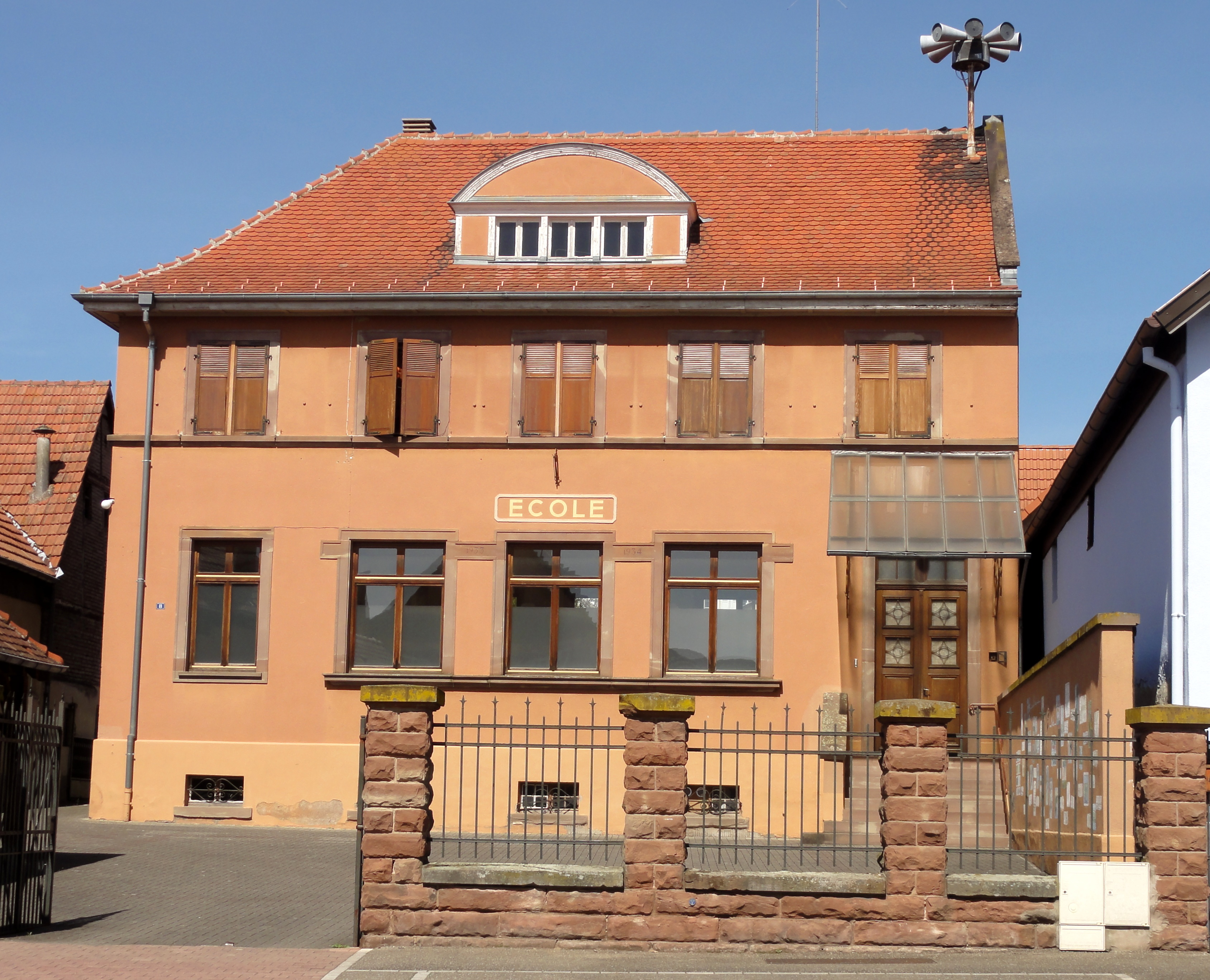
Ancienne école (XXe), rue de la Division-Leclerc.
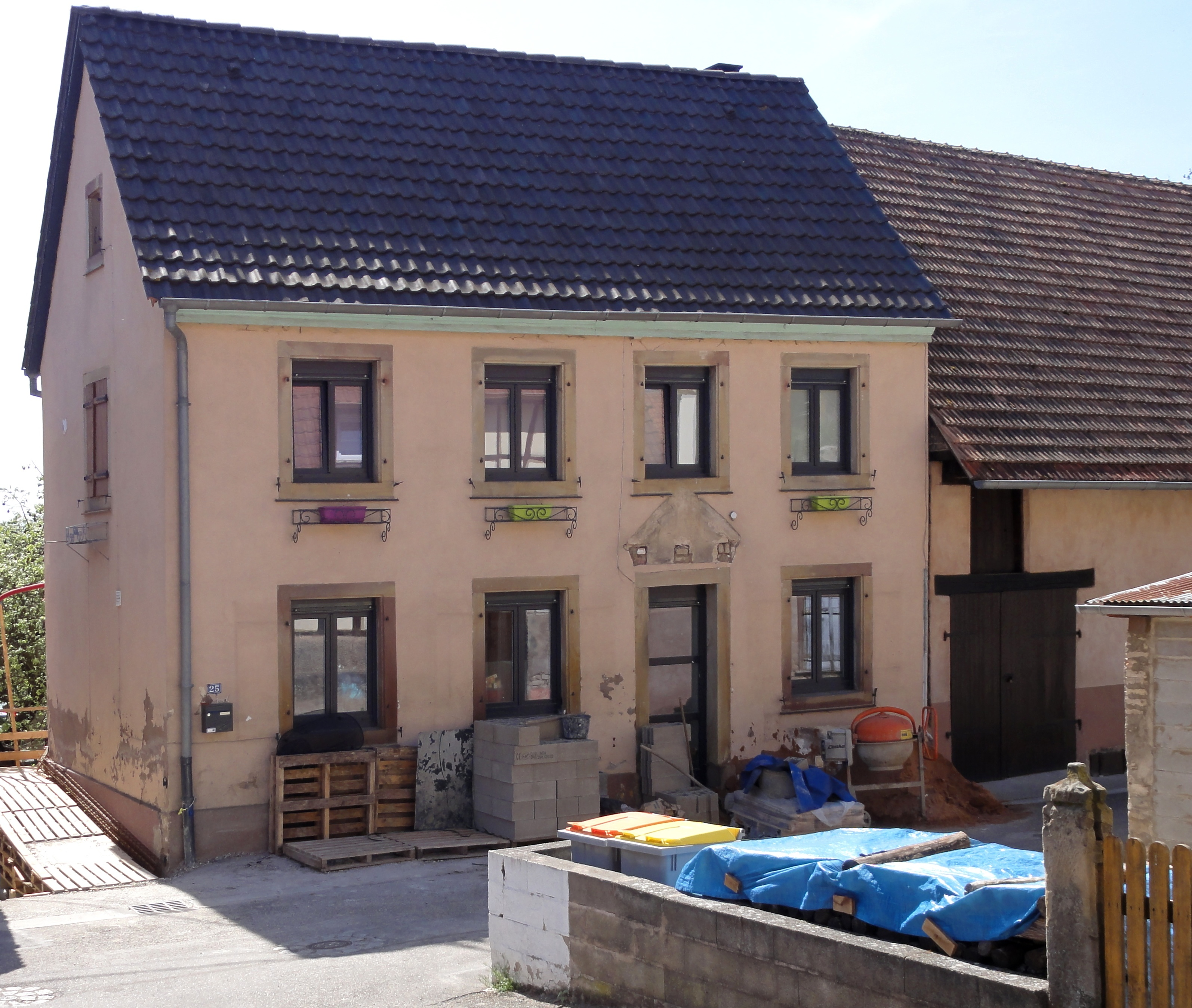
Ancienne école juive, rue du Château.
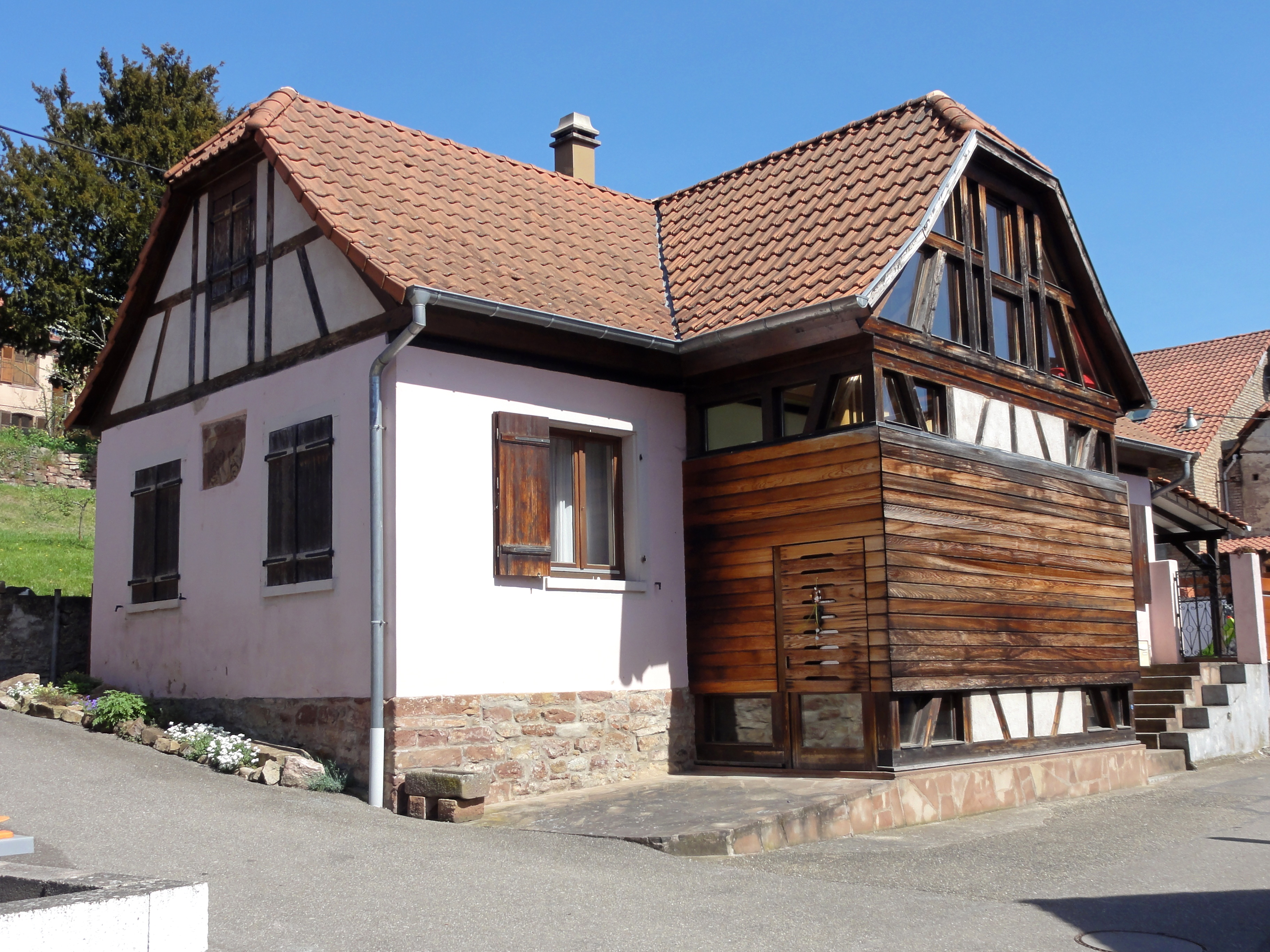
Ancienne école catholique, rue du Château.
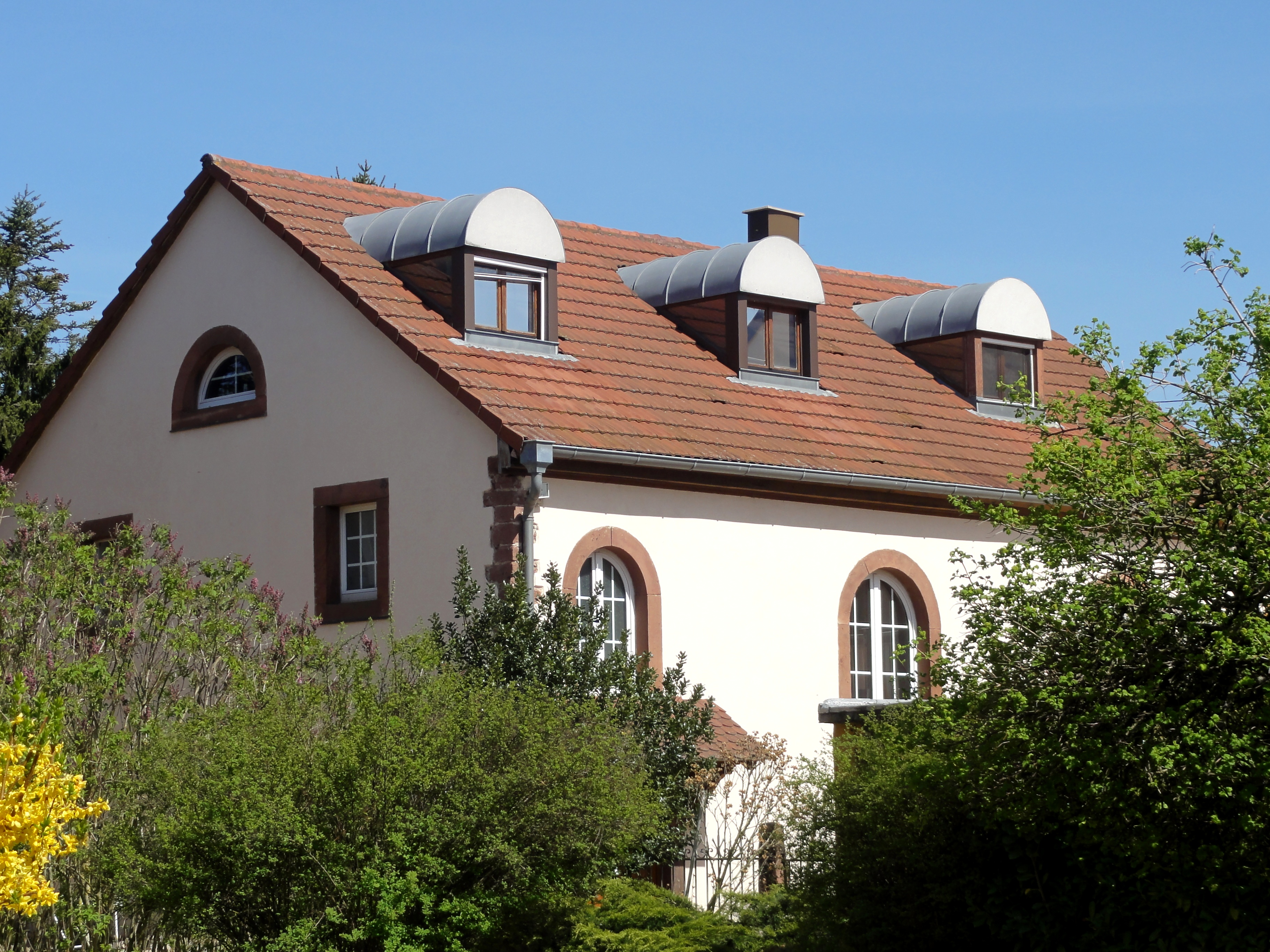
Ancienne synagogue (XVIIe), rue de la Liberté.
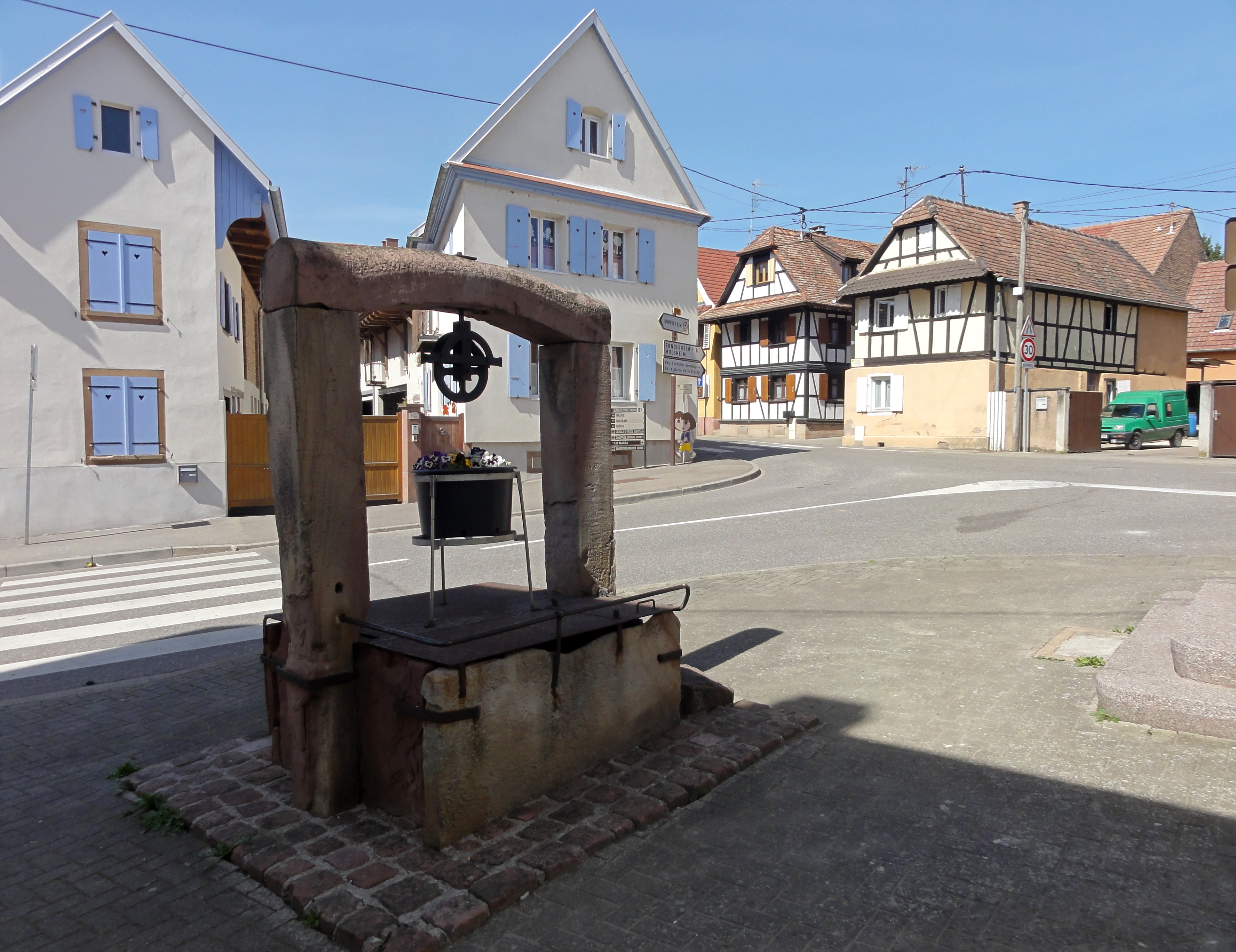
Puits, rue Principale.
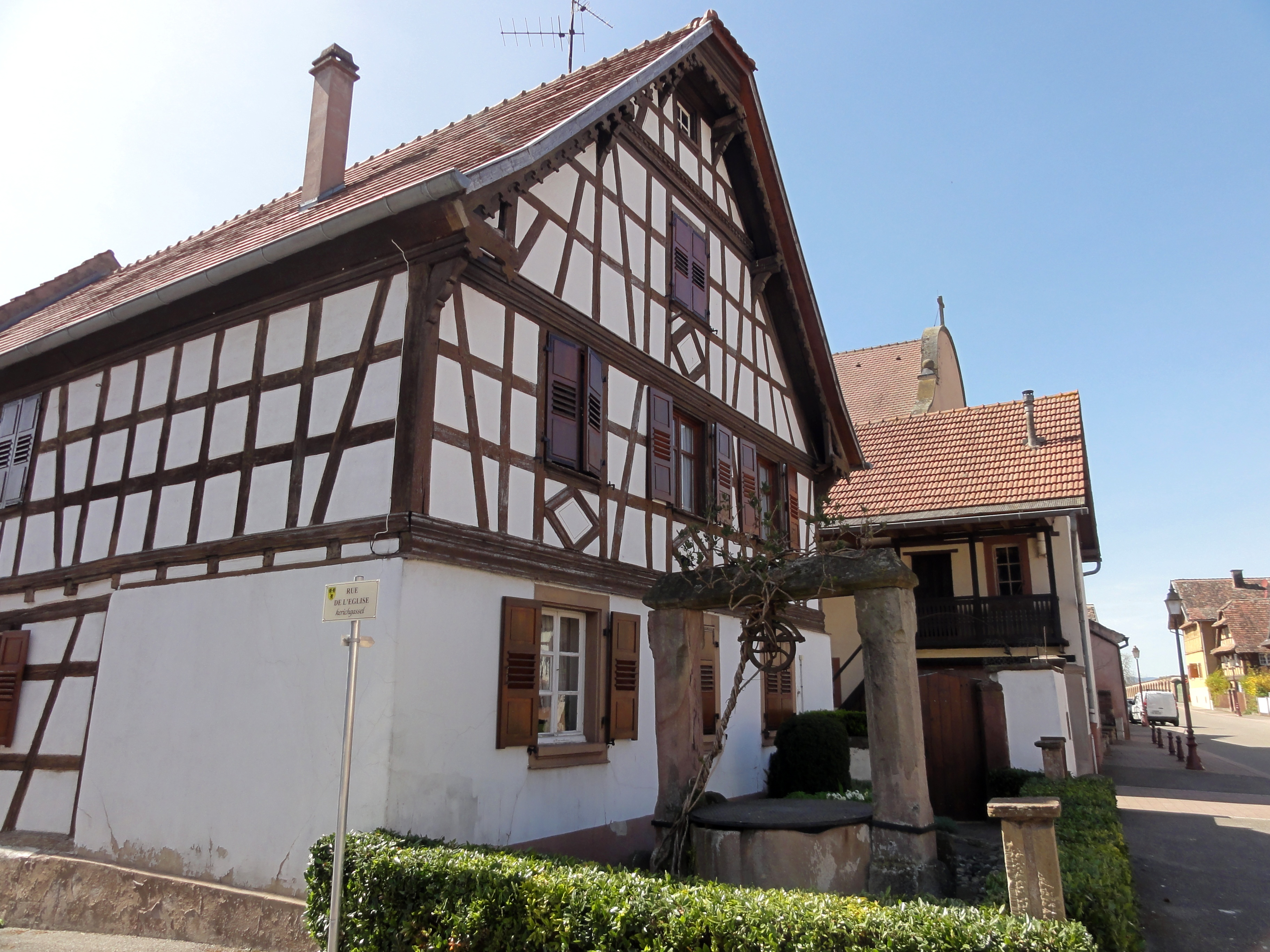
Puits (1725), rue de la Division-Leclerc.
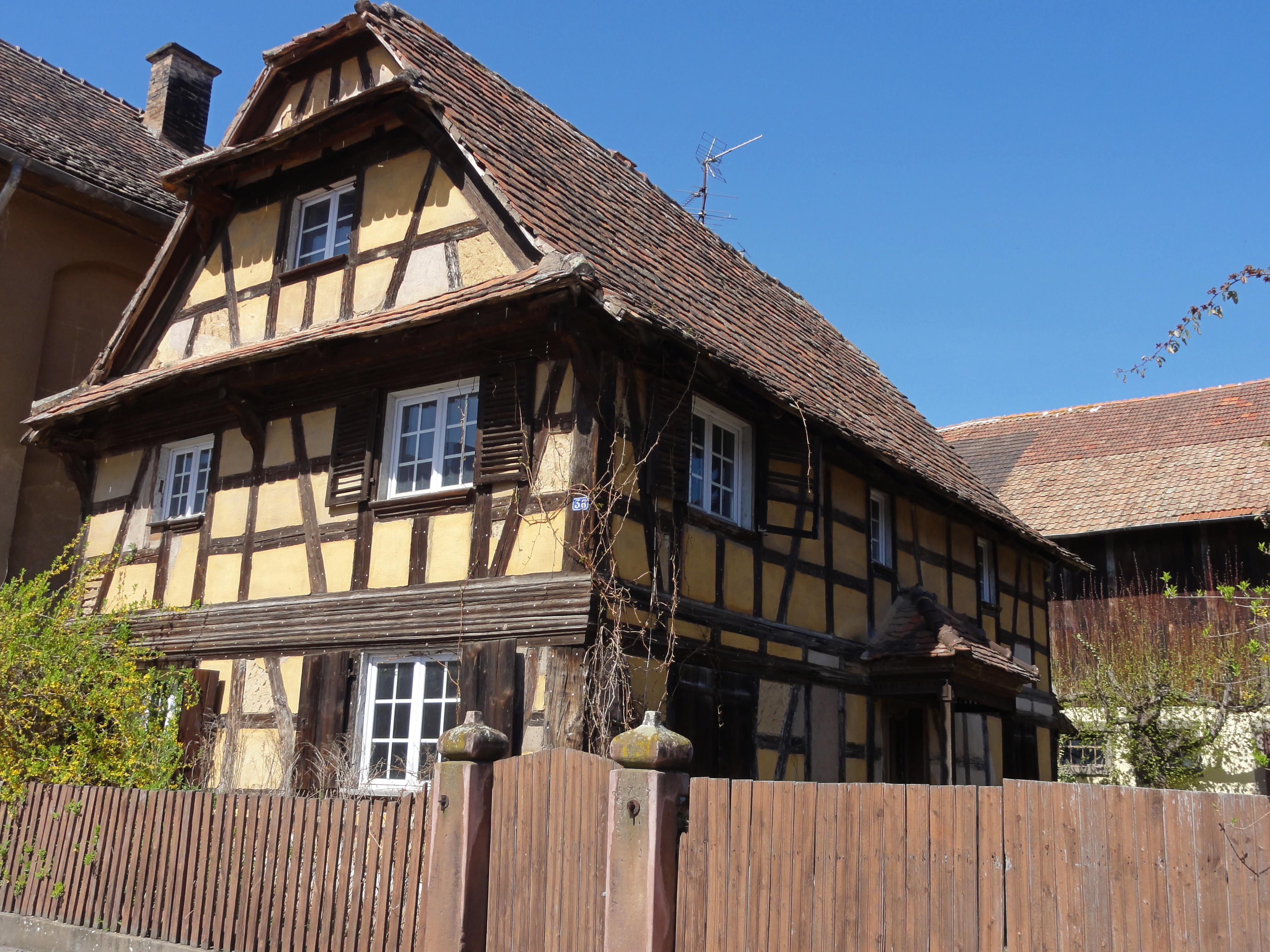
Maison-ferme (1655), 36 rue de la Division-Leclerc.
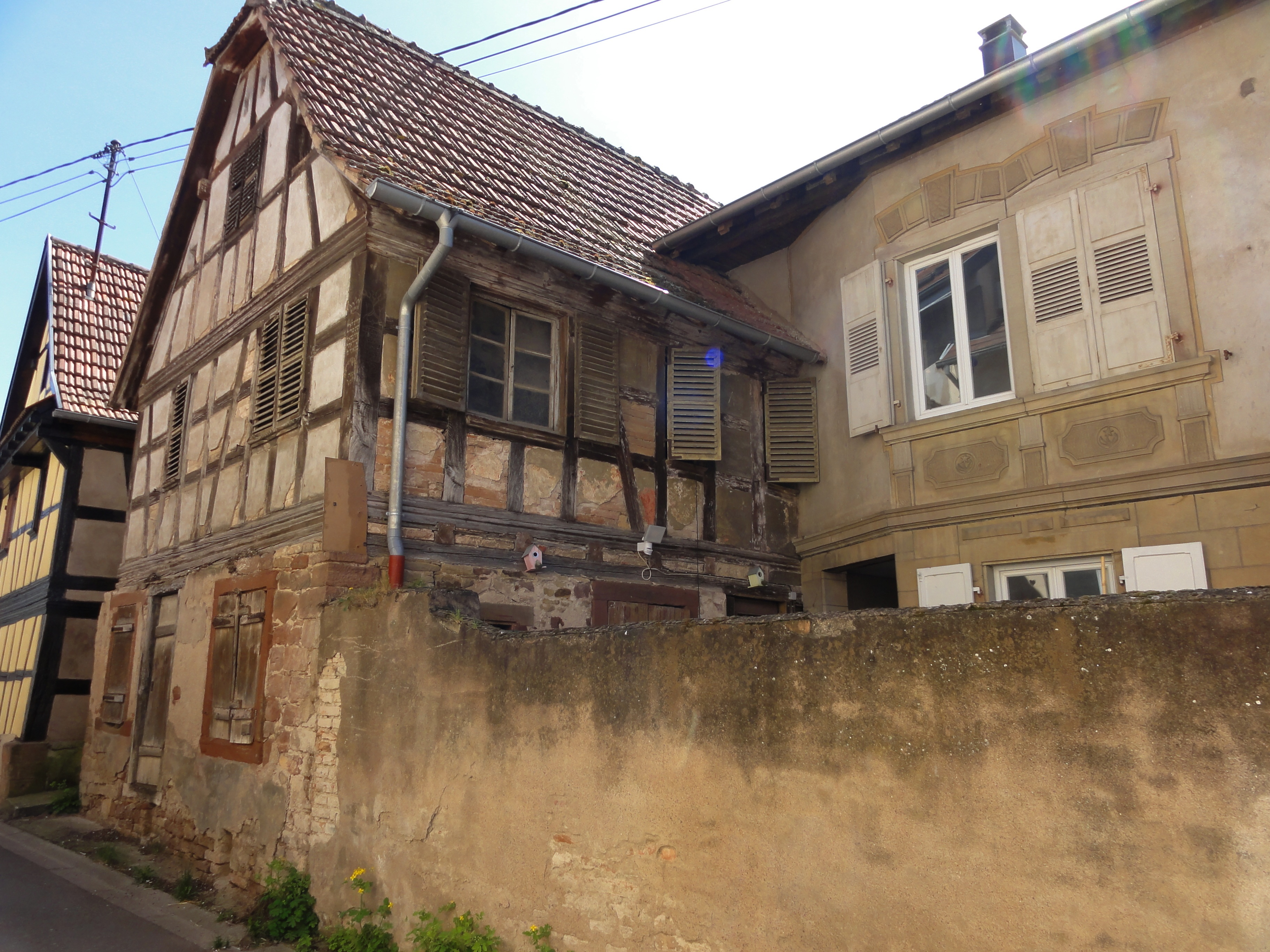
Ancienne maison juive, rue Brûlée.

## Personnalités liées à la commune

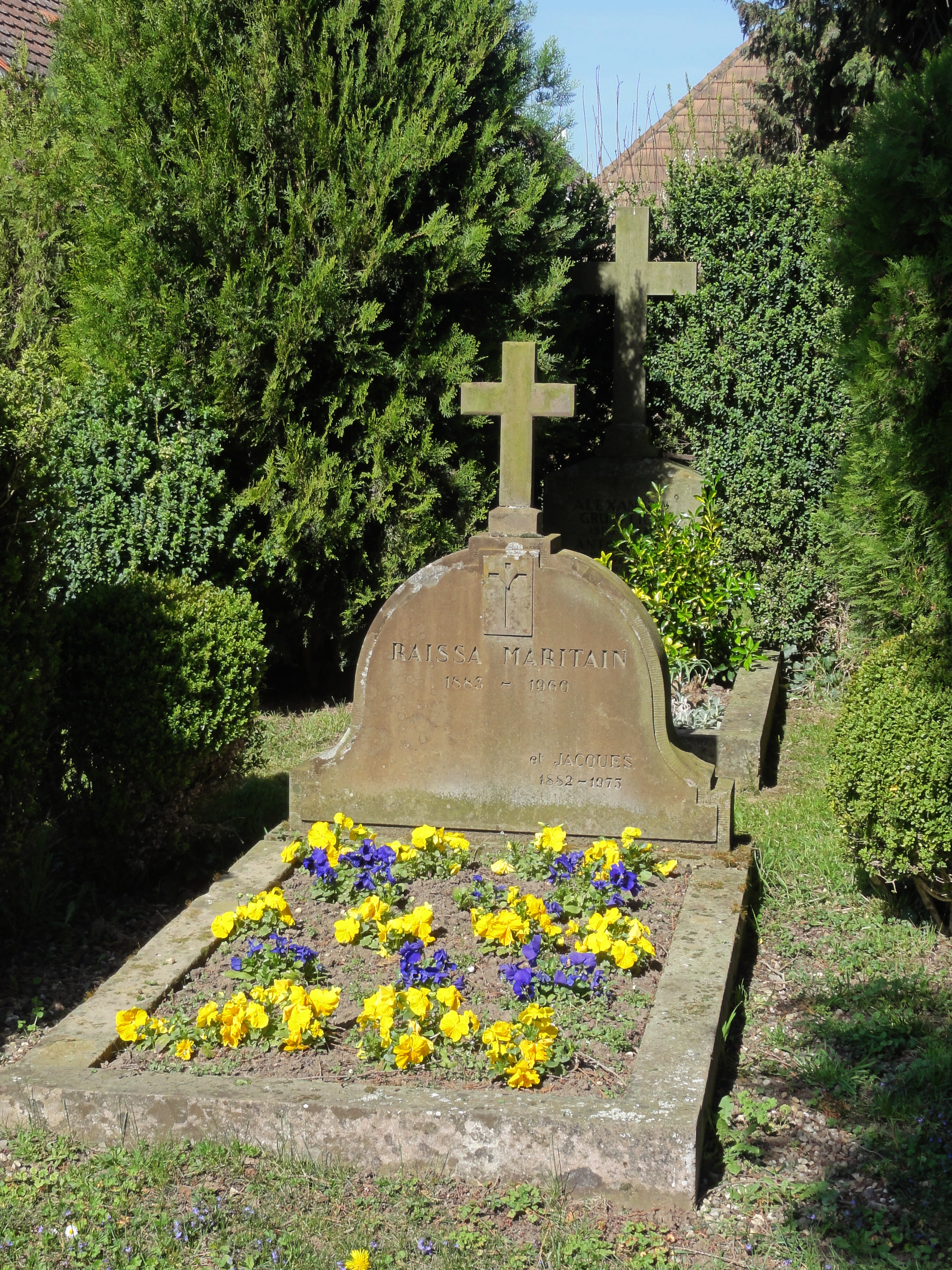
Tombe de Jacques et de Raïssa Maritain.

- Jean-Henri Feltz, jurisconsulte, né à Kolbsheim en 1665.
- Alphonse Kahn, entrepreneur, né à Kolbsheim en 1864.
- Jacques Maritain, philosophe, et son épouse Raïssa, inhumés à Kolbsheim, où se trouvait le siège du Cercle d'études Jacques et Raïssa Maritain[29].